# 金門縣
24°27′01″N 118°22′39″E / 24.4504°N 118.3774°E
金門縣（金門話：Kim-mn̂g-koāiⁿ；莆田話：Ging-meóng-gā̤ⁿ）是中華民國福建省的縣，位於廈門灣九龍江口，由金門本島、烈嶼、大膽、二膽等12個島嶼組成，並代管原莆田縣屬烏坵；縣內轄有3鎮、3鄉，其中縣治及最大城市為金城鎮。在中華民國法律中，屬於自由地區。
金門縣古名浯洲，又名仙洲、浯江、浯島:29，自古屬福建同安所轄，民國四年（1915年）始創縣治。全縣通行金门话，與臺灣話均屬閩南語泉漳片，可互通；惟烏坵通行莆仙語烏坵話。在同安縣的歷史上，金門一地有「無金不成銀」、「無金不成銅」的俗諺。

## 歷史

### 元朝以前
金門古曰「浯洲」，漢人的開發始於晉代。時值中原多有變故，部分難民逃至浯洲者有蘇、陳、吳、蔡、呂、顏六姓，金門有民實自此始:150，208。貞元十九年（803年），唐代朝廷在泉州設置五個牧馬場，浯洲為其中之一，由陳淵擔任牧馬監，福建觀察使柳冕在烈嶼紅石山上設有牧馬寨作為牧馬之用，此為金門設置行政機構之始。因為十二姓隨陳淵入島開墾，陳淵因此而被尊為「開浯恩主」:150，208。金門因為產鹽，歷經五代閩王王審知墾植而為漁鹽之鄉。繼有元明清代之開發，造就金門東半島上之金沙灣鹽埕林立。

### 元朝至明朝中期
元朝統治（1343年-1368年），金門金沙灣周圍設有官鎮埕、永安埕、田墩埕、浦頭埕、沙美埕、斗門埕及南埕（今之劉澳、浦邊至瓊林一帶）、保林（今之西浦頭至古寧頭一帶）、東沙、烈嶼（今之小金門上庫至上林一帶）等10個鹽埕，官府為求實質統治與興辦教育，遂於浯洲鳳翔里十七都後學村（今沙美），設置浯洲鹽場司官階從七品「今金沙國中游泳池至東埔一帶」與浯洲書院「今沙美菜市場，渭陽 馬闕 司令創建」，當時浯洲鹽產業到達顛峰，因鹽場多集中於沙美區，造就沙美老街（砂尾街）萬商雲集與百業繁榮之極盛景況。明代洪武二十年（1387年），朱元璋令江夏侯周德興經略福建沿海，共設五衛十二所。金門守禦千戶所為十二所之一；兵部稱呼金門是「金門所」，下轄峰上、官澳、田浦、陳坑四個巡檢司，後又增設烈嶼巡檢司。因金門固守福建東南海口，取「固若金湯，雄鎮海門」之意，將「浯洲」易名「金門」、:30。
嘉靖三十九年（1560年）三月二十三日，倭寇從料羅登岸，二十六日劫肆西倉、西洪、林兜、湖前諸鄉社，死者數百人；二十八日復有倭艘自石壁兜登岸，再劫平林、陽翟等十七都諸鄉，最後攻陷官澳巡檢司城，「縱火屠城，自夜至旦，刀斧挺擊，積屍與城埒，城外亦縱橫二里許，婦女相攜投於海者無數」，整個金門東半島幾乎被洗劫一空，金門守禦千戶所城守軍無人馳援，為金門歷來最慘重的倭寇掠劫事件。

### 明末至清朝
明朝末年，鄭芝龍稱霸閩臺海域，以金門、廈門為基地開始樹旗招兵，而後接受明朝招撫。1633年，鄭芝龍與海盜劉香、荷蘭東印度公司聯軍在金門料羅灣爆發海戰，史稱崇禎明荷海戰，鄭軍戰勝。1645年（清順治2年），鄭芝龍降清之後先派其弟鄭鴻逵屯於金門。不久，金、廈為擁護魯王朱以海的鄭聯、鄭彩兄弟所據。南明鄭成功於1646年在烈嶼吳山會文武群臣，並派林習山駐守烈嶼，以此作為「反清復明」根據地之一。
1650年（順治7年；南明永曆4年），鄭成功驅逐鄭聯、鄭彩兄弟，金廈成為其抗清前線之一，明鄭中樞因此在不久後又重返金、廈兩島。至康熙平臺後，金門航運地位逐漸為廈門所奪。清代中後期，金門人因為生活困難而選擇相率「過番」（下南洋或東渡日本），成為外僑者人數眾多:154－156。1651年8月，南明魯王朱以海從舟山逃往金門，並於1662年11月病故於金門，死後安葬在金門城東之青山岩，為魯王墓。1663年（康熙2年；永曆17年）11月，耿繼茂、李率泰督清軍及明鄭降兵攻取金門和廈門，明鄭周全斌部不敵而退守至東山。清軍登陸兩島後，男女被擄掠一空，最後「墮其城、焚其屋，棄其地而回。」 永曆十八年（1664年）清軍攻佔金門後，曾採取遷界措施，強制居民遷至海岸綫30華內，島上人煙無存。永曆二十八年（1674年）至三十三年（1679年），鄭氏復佔金門，作爲經略福建的前進基地。永曆三十四年（1680年），清軍二度攻佔金門，明鄭投降，金、廈遂為清廷管治。永曆三十七年（1683年），清軍攻佔臺灣後，實施復界，因遷界離開的居民陸續返回原籍。清代時為防倭寇，立塞置汛。
清朝雍正元年（1723）於金門置有鹽大使，管理鹽業；雍正12年（1734）又將同安縣城辦公處移設金門，沙美依然設有浯洲場。
光緒二十一年（1895年）七月，德意志帝國海軍大臣向清廷外交大臣提出，要在中國尋找一個軍港。當時的德國東亞巡洋艦隊司令何孟甫認為廈門是最佳的戰艦基地港口，並進一步打算先借租金門作為儲煤站，或是取得對廈門「暫時有限的佔有權或管理權」。同年的七月間，德意志帝國海軍東亞巡洋艦隊馬上派三艘軍艦停泊在金門後浦港（今中華民國福建省金門縣金城）下錨停留，讓工程師率工作人員上岸作島嶼測繪，就金門的位置、地勢、港口、面積、島嶼、風力、潮差、地址狀況、飲水、居民和工商業等各個項目進行仔細的調查紀錄，準備將來做為建造軍營或儲煤站的參考資料。金門地方人士目睹聞訊後驚惶失措，引起島上居民的極度不安；有鑑於前一年的甲午戰爭失敗，朝廷剛與日本簽訂割地賠款的《馬關條約》，部分駐守台灣、澎湖的水師官兵退守調防金門，大清帝國形同紙老虎，加上金門鎮總兵署早已縮編改制，自衛能力尚且不足，更怕盜賊趁機作亂，令百姓對金門的未來命運深感憂心忡忡，許多島民紛紛拋棄財產逃離本島。
廈門原來是在道光二十二年（1842年），清廷因第一次鴉片戰爭失敗後，正式和英國簽署《南京條約》，將廈門、廣州、福州、寧波、上海等五處開放為通商貿易口岸，德國侵占廈門的消息傳開散來，不僅導致金門人恐慌，德國外交部亦擔憂英、法、俄等三國的反對，影響到其他的利益，不敢貿然採取行動，就將事件焦點轉移，直到光緒二十一年（1895年）九月德方駛離後浦港，結束金門人二個多月來的恐懼。接著德國繼續北上尋求目標，光緒二十四年（1898年）三月，德國跟清廷簽訂《膠澳租界條約》，明文規定租借山東青島九十九年，青島於是成為德國的租界地，山東也被劃入德國的勢力範圍。

### 中華民國時期

#### 設縣
民國元年（1912年）4月18日，廈門軍政府參事會派代表向福建都督府請願獲准，廈門與金門一同從同安縣獨立為「思明縣」，且該年9月18日思明縣再升格為「思明府」，直到民國2年（1913年）3月30日又廢府改回「思明縣」、:162，210。民國3年（1914年）福建巡按使許世英咨陳內政部，派左樹燮為金門籌辦設治委員；同年7月奉准後，將金門地區（大、小金門與大、小嶝等島）從思明縣獨立出來設置「金門縣」（歸廈門道管轄，乃二等縣治）、:162，210。金門縣於民國4年（1915年）4月9日奉批令成立縣治，設縣知事，改縣丞署為縣公署、:162，210。金門縣轄境包括大、小金門，大、小嶝島及周邊島嶼；分為六都、十保、一百六十六鄉、:40-41、211。民國22年（1933年）閩變發生後，一度由中華共和國所據，劃為泉海省（後更名為興泉省）。1935年改為4區32聯保；民國25年（1936年）重新整編為3區12聯保:40-41、211。

#### 抗日戰爭
民國二十六年（1937年），抗日戰爭時期日軍發動廈門戰役，攻打金門。1937年9月3日，日本海空軍開始對廈門展開空襲及炮擊。9月3日的衝突結束後，由於上海淞滬會戰持續膠著，日軍暫時無力分兵直接奪取廈門要塞，於是日本方面經過考慮，決定首先攻占廈門外海的金門島以封鎖廈門港。1937年10月26日，在飛機和戰艦炮火的掩護下，日本海軍陸戰隊分乘20多艘小艇，分別從後埔、古寧頭等地強行登陸金門。守衛在灘頭的金門100多名保安隊員、壯丁隊員迎戰進犯的日軍，經過一小時戰鬥全部陣亡，日軍旋即奪取金門島。金門縣長及其與守軍逃往北部的大嶝島。金門縣政府遷至大嶝鄉上租借民房辦公。此後8年金門由日本軍事統治，俗稱「日本手時代」（閩南語：Ji̍t-pún-tshiú-sî-tāi）。

#### 軍事前線時代

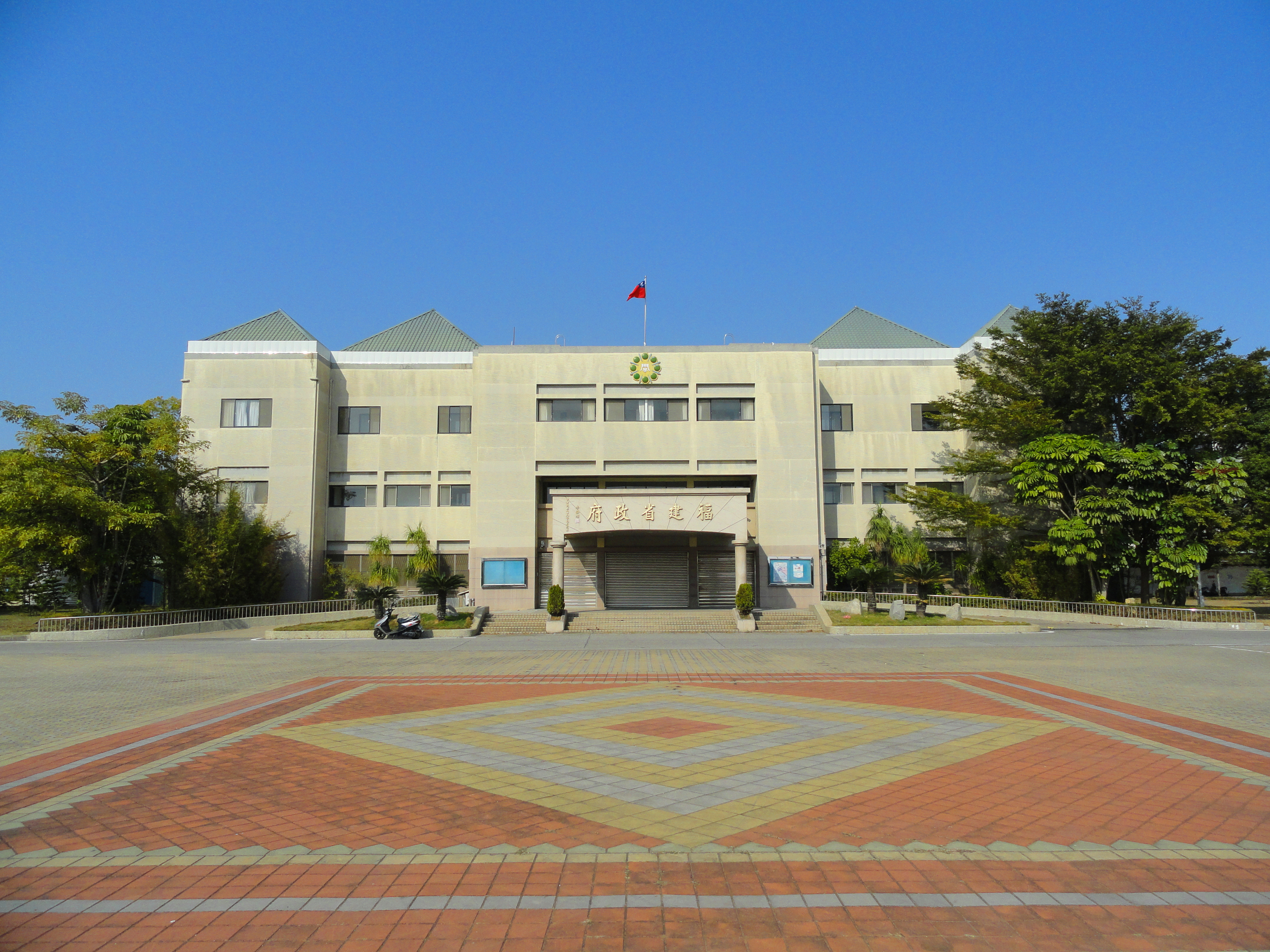
位於金門縣金城鎮的行政院金馬聯合服務中心大樓

民國三十四年（1945年）第二次世界大戰結束後，中華民國收復金門，設二鎮四鄉；民國35年（1946年）變更為二鎮二鄉。民國37年（1948年）12月10日，總統蔣中正發布全國戒嚴令，金門縣納入戒嚴警戒地域。民國38年（1949年）年初，改為金城、沙美、烈嶼、大嶝四區區公所。7月7日，代總統李宗仁再次發布全國戒嚴令，金門縣仍維持戒嚴，並由警戒地域改為接戰地域。8月17日，福州被解放軍佔領，福建省政府隨著中華民國國軍從福州市遷至金門，金門乃成為福建省省會所在地。同年10月，解放軍進佔福建沿海，中華民國國軍自嶝島群島（大嶝、小嶝）撤退，古寧頭戰役爆發，金門全境進入「軍管時期」，同年11月古寧頭戰役結束後，金門縣政府建制被撤銷，中華民國國軍將金門全境劃分為金東、金西、烈嶼三個軍管區，各設民政處管轄地方行政，下轄城廂區、金城區、金盤區、滄湖區、碧湖區、金沙區、烈嶼區、古寧區、瓊浦區等九個區公所。

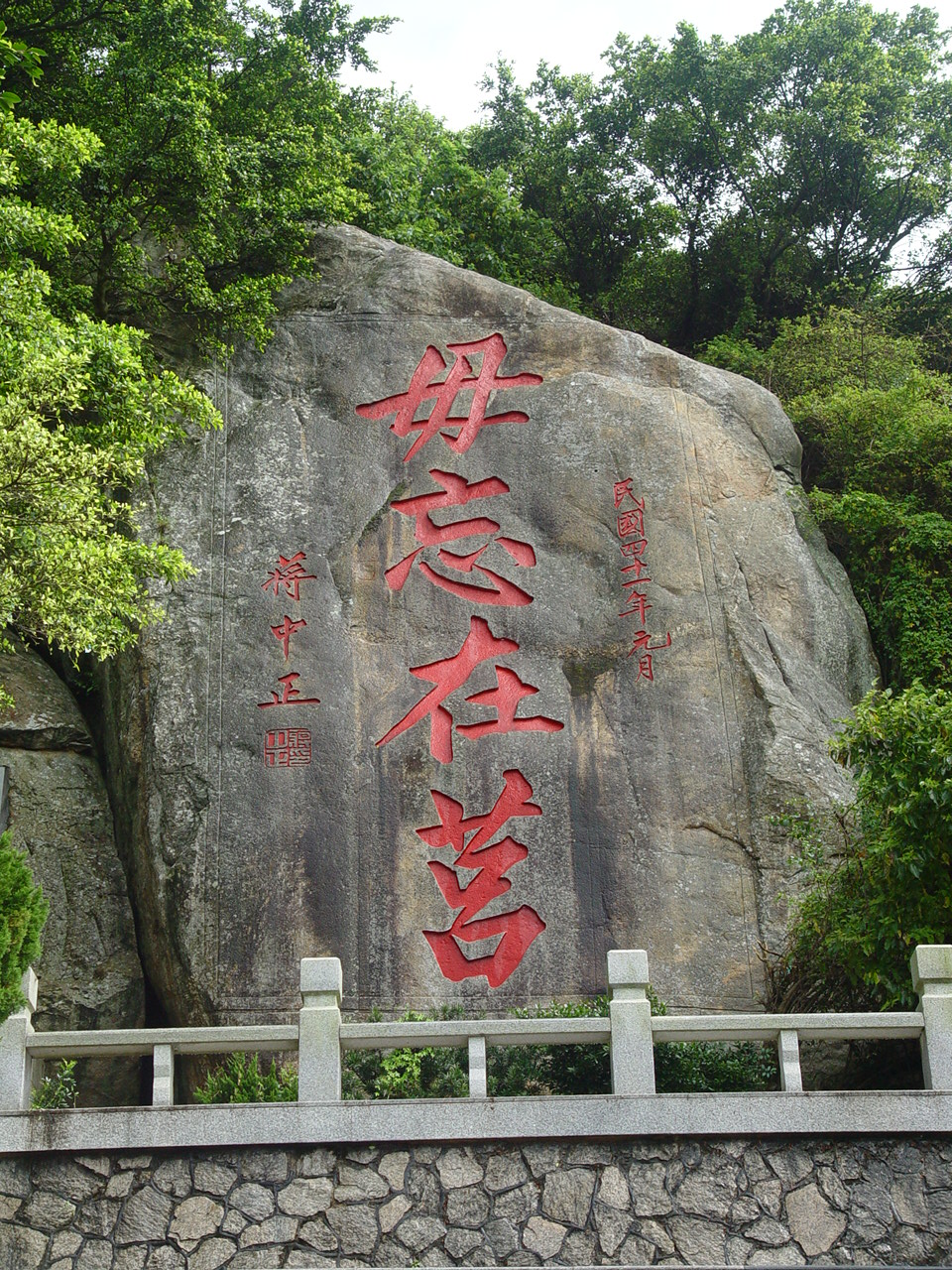
毋忘在莒

民國39年（1950年）3月，金東、金西、烈嶼三個軍管區的民政處合併為「金門軍管區行政公署」。民國39年（1950年）7月26日晚上，中国人民解放军进攻大担岛，即「大二膽戰役」，守岛国军成功防守，俘获252人。民國40年（1951年）蔣經國為了感念當時守軍孤軍奮戰、死守不退，於是改名為「大膽島」，且以『大膽擔大擔，島孤人不孤』十字勉勵守軍。民國40年（1951年）7月分設金城、金寧、金湖、金沙、烈嶼五個行政區。同年12月增設金山行政區。
民國42年（1953年）2月結束軍管制度，改實施軍政一元化的「戰地政務體制」，金門縣政府恢復建制，原金門軍管區行政公署各行政區改為鄉鎮，成立三鎮三鄉，但地方行政的決策與指揮監督由陸軍金門防衛司令部下設「政務委員會」負責，以軍領政。民國43年（1954年）6月，莆田縣烏坵地區設鄉，依《金門、馬祖地區戰地政務實驗辦法》規定由金門縣代管，此時金門縣共轄有金城鎮、金沙鎮、金寧鄉、金湖鄉、金山鄉、烈嶼鄉等二鎮四鄉，並依國防部命令代管莆田縣烏坵鄉。民國45年（1956年）7月，因為金馬地區實施戰地軍政指揮，福建省政府業務與功能被戰地政務委員會大幅萎縮取代，並遷至臺灣省臺北縣新店鎮（今新北市新店區）辦公:163，210。民國47年（1958年）8月23日－10月5日，中華人民共和國聲稱「聲援中東人民的反侵略鬥爭」，於金門爆發八二三砲戰。民國48年（1959年）增設金瓊鄉，並改金湖為鎮。民國54年（1965年）9月，撤制金山鄉及金瓊鄉。民國68年（1979年），美國與中華人民共和國建交，中國大陸發表《停止砲擊大、小金門等島嶼的聲明》，歷時21年的金門砲戰正式畫上句號。
民國76年（1987年）3月7日至8日，烈嶼鄉東崗漁蚵港外灘岸發生濫殺越南難民的三七事件（東崗慘案）。民國80年（1991年）5月1日，中華民國政府廢止《動員戡亂時期臨時條款》，全國戒嚴令因而失其法源依據，解除《全國戒嚴令》對金門縣之管制。同時，《金門、馬祖地區戰地政務實驗辦法》亦因失其法源而經行政院核准於同年11月5日廢止，金門縣結束長期實施的戰地政務。在廢止《動員戡亂時期臨時條款》的同日，金門縣因為仍屬戰地，實施《金馬臨時戒嚴令》。

#### 當代
隨著兩岸關係趨向和緩，加上各界力促金馬解嚴，民國81年（1992年）11月7日，國防部宣布金門縣解除臨時戒嚴，正式結束長達四十三年之久的戒嚴。
民國84年（1995年）10月18日，成立「金門國家公園」，是中華民國第六座國家公園，是首座位於金馬地區的國家公園，也是首座以維護歷史文化資產、戰役紀念為主，並兼具自然資源的國家公園。民國85年（1996年）1月15日，福建省政府遷回金門縣辦公，但省政府維持原精簡編制。民國90年（2001年）2月3日，啟動金門至廈門航海線，開始「小三通」。
民國102年（2013年）5月23日，金門縣政府委託美國AECOM公司與日月辰工程顧問公司規劃「金門概念性總體規劃案」，預計花費近兩年時間完成。民國106年（2017年）1月17日，行政院在金城鎮設立行政院金馬聯合服務中心，服務金門縣、連江縣二縣。民國107年（2018年）8月5日，中華人民共和國福建省泉州市正式向金門供水，缓解金门缺水问题，水源为山美水库。民國108年（2019年）1月1日，在福建省政府主席免職後，因行政院實行「去任務化」，未編列福建省政府預算及提名其缺額，逕由行政院金馬聯合服務中心承接其所有員額與業務，福建省政府實質上裁撤，不再編列員額與預算，僅依法留下省政府名稱及省主席職位。

## 地理

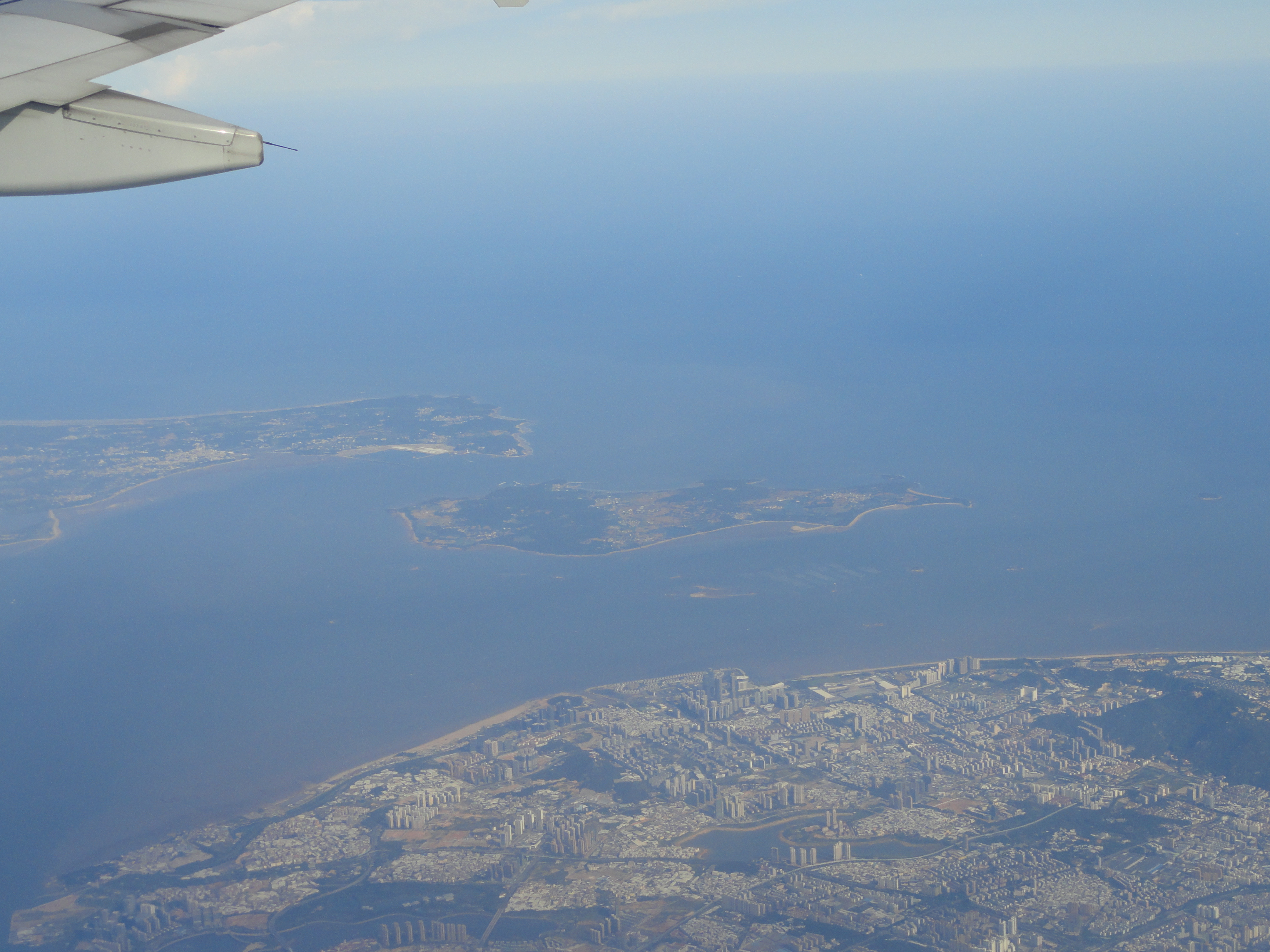
2013年，空拍厦门岛（下）、金門本島（左）與小金门岛（中）

金門地處東經118度32分，北緯24度44分，地處廈門灣，位於九龍江出口，距離中華人民共和國實際管轄的翔安区大嶝街道的角屿僅1.8公里，離臺灣島有210公里。包括金門本島（大金門）、烈嶼（小金門）、大膽、二膽、獅嶼、猛虎嶼、草嶼、后嶼、東碇島、復興嶼等十二個大小島嶼，總面積151.656平方公里。另有代管的烏坵鄉二島嶼（大坵與小坵），則地處東經119度28分，北緯24度59分，位在中華人民共和國福建省莆田外海。離金門本島相距72海浬，與馬祖相距約為70海浬，大約位於金門與馬祖中心點。
金門屬亞熱帶季風氣候，緯度雖與臺中市相當，但屬於海水面上升所形成的大陸島，因海陸性質差異，一年四季氣溫都比臺灣低，東北季風強烈經常出現超強陣風，使體感溫度更低，是中華民國自由地區除了連江縣外最冷的縣市。全年降雨量多在四至九月，年平均降雨量為1,049.4公厘。金門島內最古老的地層以花崗片麻岩為主，土壤概以砂土及裸露之紅壤土為代表，自然條件不佳，農業發展受限。
金門島地質單純，若以瓊林--尚義連線為界，可將金門本島分為兩大地質區，東半部明顯露出大量花崗片麻岩，西半部則以紅土層為主。金門本島的東北、東南海岸及烈嶼的東北--東南海岸，都被海水侵蝕而成為海蝕崖或海蝕平台，且露出花崗片麻岩被岩脈侵入的景觀。金門四面無高山屏障，風力強勁，年均溫約攝氏20.8度，冬季乾冷，春季多霧，年降雨多但年蒸發量達1680公釐以上，使島上出現半乾旱的現象，再加上島上土質以砂土及裸露紅壤土為代表，不宜耕作，故島上農作以耐旱性雜糧為主，有浯江溪、西路溪和金沙溪。

### 自然生態

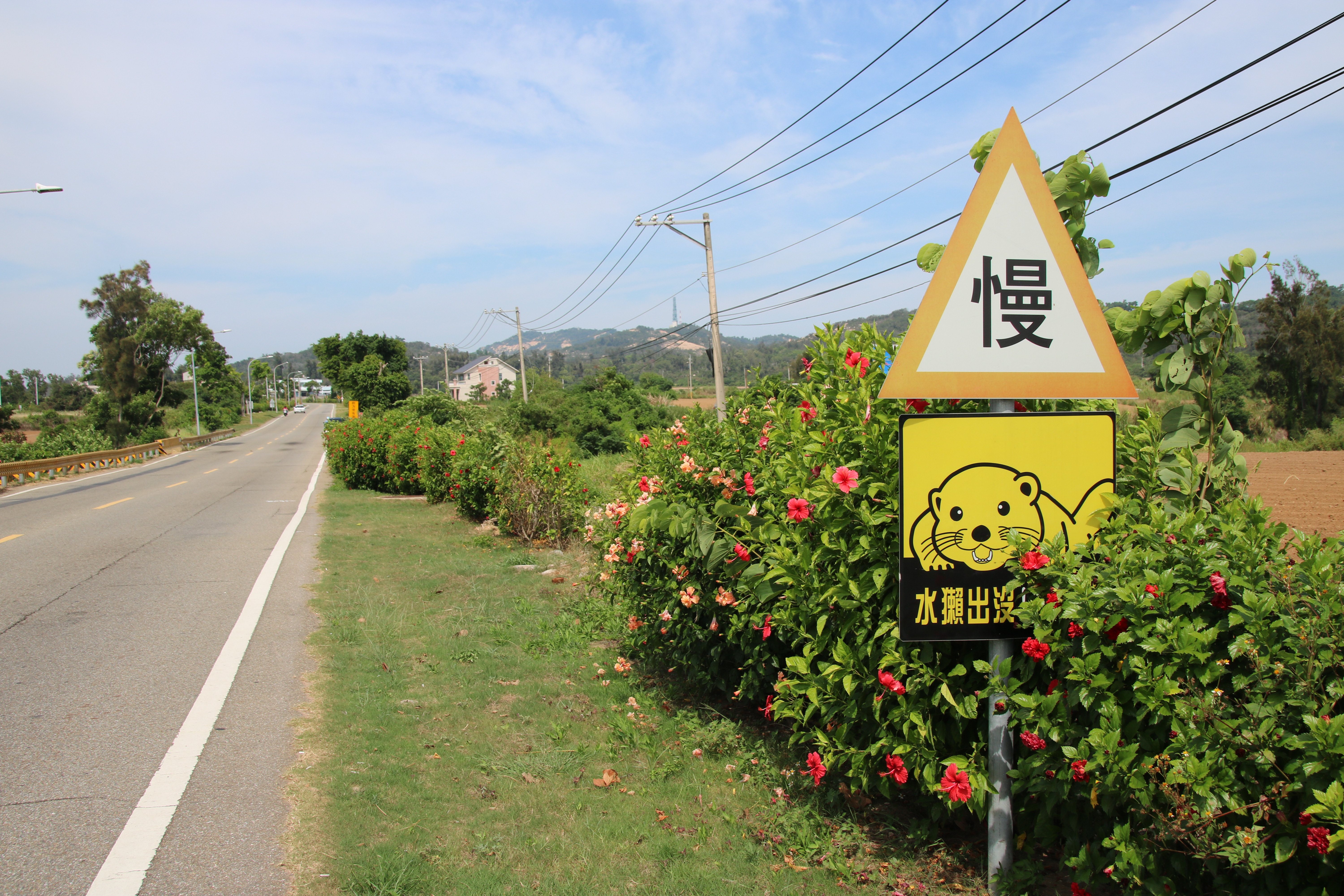
金門道路旁的「水獺出沒！請小心」標語

金門為海島，屬小型島嶼的生態體系。因金門開發得早，且經多次戰爭，大型野生動物資源較少，主要物種以藍孔雀為大宗，亦有瀕臨絕種之保育類哺乳動物－歐亞水獺及屬古老的活化石「鱟」及「文昌魚」，十分珍貴。金門是候鳥遷徙的中繼站，故鳥種最為多樣，每年秋冬大批候鳥到此渡冬，形成特殊的景觀；金門縣常見的留鳥則以戴勝作為代表，該鳥被訂為金門縣野鳥協會會鳥與金門觀光公車吉祥物。
2013年起，廈門大嶝島與小嶝島間填海造陸，越界盜採海砂，導致金門沿岸國土流失，古蹟、碉堡設施損毀，海岸線侵蝕倒退情況嚴重。

### 氣候
| 金門縣              | 金門縣      | 金門縣      | 金門縣      | 金門縣      | 金門縣      | 金門縣       | 金門縣       | 金門縣      | 金門縣      | 金門縣      | 金門縣      | 金門縣      | 金門縣       |
| 月份                | 1月         | 2月         | 3月         | 4月         | 5月         | 6月          | 7月          | 8月         | 9月         | 10月        | 11月        | 12月        | 全年         |
| ------------------- | ----------- | ----------- | ----------- | ----------- | ----------- | ------------ | ------------ | ----------- | ----------- | ----------- | ----------- | ----------- | ------------ |
| 历史最高温 °C（°F） | 27.0 (80.6) | 25.5 (77.9) | 28.1 (82.6) | 31.6 (88.9) | 32.7 (90.9) | 38.4 (101.1) | 39.1 (102.4) | 36.3 (97.3) | 36.7 (98.1) | 34.0 (93.2) | 31.0 (87.8) | 26.6 (79.9) | 39.1 (102.4) |
| 平均高温 °C（°F）   | 16.8 (62.2) | 16.5 (61.7) | 18.8 (65.8) | 22.8 (73.0) | 25.8 (78.4) | 29.3 (84.7)  | 31.9 (89.4)  | 32.0 (89.6) | 31.6 (88.9) | 27.4 (81.3) | 23.5 (74.3) | 19.5 (67.1) | 24.6 (76.3)  |
| 日均气温 °C（°F）   | 12.7 (54.9) | 12.9 (55.2) | 15.0 (59.0) | 19.1 (66.4) | 23.1 (73.6) | 26.1 (79.0)  | 28.2 (82.8)  | 28.2 (82.8) | 26.8 (80.2) | 23.5 (74.3) | 19.4 (66.9) | 15.5 (59.9) | 20.8 (69.4)  |
| 平均低温 °C（°F）   | 10.0 (50.0) | 10.1 (50.2) | 12.2 (54.0) | 16.2 (61.2) | 20.6 (69.1) | 23.8 (74.8)  | 25.8 (78.4)  | 25.7 (78.3) | 24.3 (75.7) | 20.7 (69.3) | 16.5 (61.7) | 12.5 (54.5) | 18.2 (64.8)  |
| 历史最低温 °C（°F） | 1.3 (34.3)  | 3.6 (38.5)  | 3.0 (37.4)  | 9.0 (48.2)  | 15.0 (59.0) | 18.0 (64.4)  | 20.0 (68.0)  | 22.4 (72.3) | 17.5 (63.5) | 13.0 (55.4) | 11.0 (51.8) | 3.8 (38.8)  | 1.3 (34.3)   |
| 来源：金門的氣候    |             |             |             |             |             |              |              |             |             |             |             |             |              |

2016年1月25日，受北極震盪所導致的超級寒流，金門清晨出現1.3 °C的低溫（為設置觀測站以來最低溫），但未必是歷史最低溫。歷史上紀錄1872年、1892年、1959年曾經降雪。

## 行政區劃

金門縣行政區劃圖

1915年置金門縣，初分6都10保166鄉。1935年改都為區，分第一區轄舊後浦、古賢、古湖3保，第二區轄劉浦、瓊山、陽田、汶沙、滄湖5保，第三區為烈嶼，第四區為大嶝，共4區10保:40-41、211。1936年裁撤第四區，併入第三區，改劃分為第一區轄金西3個聯保，第二區轄金東5個聯保，第三區轄烈嶼、大小嶝4個聯保，共12聯保93個保841甲，後裁撤第三區，烈嶼併入第一區，大小嶝併入第二區，改劃分為第一區轄珠南、珠北、金水、珠山、盤山、古寧、湖峯、烈嶼等8個聯保，下轄48保，第二區轄瓊林、浦邊、沙美、官澳、碧山、滄湖、料羅、大嶝等8個聯保，下轄48保，共16聯保96個保:41-42、211。1945年改劃分為珠浦鎮、沙美鎮、古湖鄉、滄湖鄉、烈嶼鄉、大嶝鄉等2鎮、4鄉:42、211。1946年古湖鄉併入珠浦鎮、滄湖鄉併入沙美鎮，轄區減為2鎮、2鄉:42、212。
1949年解放軍佔領大嶝鄉（含大嶝、小嶝、角嶼、圭嶼、大泊、小泊等島嶼），金門縣撤縣改制金門軍管區，分為第一民政處轄沙美、碧山、滄湖、瓊山等4區，第二民政處轄娍廂、金城、金盤、古寧等4區，第三民政處轄烈嶼區，共3處9區。1950年撤銷3處民政處，轄9區。1951年改劃分為金城區（娍廂區、金城區合併）、金寧區（金盤區、古寧區合併）、金湖區（滄湖區、瓊山區合併）、金沙區（金沙區、碧山區合併）、烈嶼區，後增設金山區6區。1953年回歸縣制，分為金城鎮、金沙鎮、金山鄉、金寧鄉、金湖鄉、烈嶼鄉等2鎮、4鄉。1954年起依戰地政務代管原屬莆田縣的烏坵鄉。1959年增設金瓊鄉，金湖鄉改制金湖鎮，轄3鎮、5鄉。:42、212。1965年金山鄉裁併入金城鎮，撤銷金瓊鄉併入金寧鄉、金湖鎮:43、213。
金門縣轄有金城鎮、金湖鎮、金沙鎮三鎮，金寧鄉、烈嶼鄉二鄉，以及代管莆田縣烏坵鄉一鄉。
- 資料時間：2022年9月[34]

| 鄉鎮市名 | 面積 （km²） | 下轄村 數 | 下轄鄰數 | 人口數  | 人口 消長 | 人口密度 （人/km²） | 郵遞區號 |
| -------- | ------------ | --------- | -------- | ------- | --------- | ------------------- | -------- |
| 金城鎮   | 21.7130      | 8         | 222      | 42,254  | -49       | 1,946               | 893      |
| 金湖鎮   | 41.6960      | 8         | 186      | 30,628  | +23       | 735                 | 891      |
| 金沙鎮   | 41.1900      | 8         | 141      | 20,621  | -24       | 501                 | 890      |
| 金寧鄉   | 29.8540      | 6         | 151      | 34,061  | +590      | 1,141               | 892      |
| 烈嶼鄉   | 16.0030      | 5         | 97       | 12,606  | +9        | 788                 | 894      |
| 烏坵鄉   | 1.2000       | 2         | 2        | 673     | 0         | 559                 | 896      |
| 金門縣   | 151.6560     | 37        | 799      | 140,843 | +549      | 929                 |          |
- 人口成長情形：
  - 高度成長：金寧
  - 穩定成長：金湖
  - 不穩定增減：烈嶼
  - 成長停滯：烏坵
  - 人口流失：金城、金沙

## 人口
本地居民多為閩南人，另有大量中華民國國軍駐守。全盛時期（即精實案前）金門駐軍約13萬人以上，現在則不足1萬。
由於金門縣社會福利較好、以及政府提供離島補助，吸引不少臺灣籍人士遷移戶口享受資源。
據行政院主計處2006年至2022年的金門人口數據，人口從7.6萬人增長至14.15萬人，16年之間人口增長近7萬人，人口成長與幽靈人口比率高居全國之冠。
據2022年統計，金門縣戶籍人口140,323、常住人口僅有56,543（40.29%）、幽靈人口有83,780（59.71%），出現來自臺灣各縣市來金門掛戶籍享受金門福利但未實際居住，這現象無法促進金門內需和經濟發展，造成一種社會問題，未來福利會不會縮減就是未知數。
10年之間臺灣建商與投資客來金炒房，台商與陸商在金門投資多項BOT與企業進駐，提供當地就業機會，地理位置緊鄰对岸經濟特區廈門市，多項優勢條件促使房價飛漲，造成金門年輕一代無法承擔高房價。
外縣市人口遷戶籍至金門，大部分為了各項社會福利資格，其次外縣市學生來金求學，少部分來金工作、定居。金門實際常住人口數6萬人，2018年6月底戶籍人口接近14萬。
外縣市新住民定居金門，帶來多元人文、飲食、宗教等文化。

### 語言
金門通行閩南語金門話，屬泉漳片中的同安話，接近臺灣話偏泉腔。與臺灣話優勢腔（以高雄腔為代表）在一般對話中無礙，但口音、讀音、聲調有細微不同。
金門話和臺灣話的差異主要體現在字彙。臺灣島及澎湖群島因受日本統治的影響加入了日語或日本式發音的詞彙，如臺灣話稱摩托車為「ōtobai」（オートバイ，出自Autobike）；而金門不受日本影響，閩南語金門話則照中文的字面發音，讀作。

### 海外僑民
因歷史因素，大量福建沿海居民去南洋打拚工作賺取僑匯，金門縣也在其中之一，有些還成為當地的大富豪，例如印尼船王黃進益、新加坡黃祖耀與林俊傑、馬來西亞楊忠禮、汶萊吳景添（吳尊父親）、汶萊林德甫、日本神戶王國珍等。
主要的僑居地包括：
- 菲律賓：馬尼拉、宿霧、依里岸、奧羅基耶塔（英语：Oroquieta）、欣棉爾示（英语：Jimenez, Misamis Occidental）
- 新加坡
- 馬來西亞：馬六甲、檳城、雪蘭莪巴生市、吉隆坡、柔佛新山、沙巴、詩巫、砂拉越古晉、彭亨關丹
- 汶萊
- 印尼：中爪哇省巴都雷諾（Bataeretno, Java）、雅加達、德那第、三寶壟、三馬林達、巴厘巴板
- 越南：西貢（今胡志明市）
- 泰國：曼谷
- 日本：神戶、長崎

## 政治
金門縣政府是金門縣的最高行政機關，在中華民國政府架構中為縣自治的行政機關，同時負責執行中央機關委辦事項，金門縣的自治監督機關為行政院各部會（主要為內政部）。縣長由全體縣民直接選舉產生，任期為四年，連選可連任一次。金門縣政府並置縣政會議，為縣政最高決策機構，在縣長及副縣長之下，設有13個內部單位、7個所屬一級機關、17個所屬二級機關、23所各級學校暨1所幼兒園。
金門縣縣長是金門縣政府之行政首長，負責綜理縣政，並指揮、監督所屬職員及機構，現任縣長為台灣民眾黨籍的陳福海。
金門縣議會是金門縣的最高民意機關，代表金門縣全體縣民立法和監察縣政府之施政。縣議員由公民直選選出，任期為四年，可連選連任。共有19位縣議員，第一選區10席縣議員、第二選區7席縣議員、第三選區2席縣議員，議長、副議長由19位縣議員互選產生。
福建金門地方法院是金門縣的司法機關，屬於普通法院，福建金門地方檢察署是金門縣的檢察機關，當地居民之民、刑訴訟和審理由該機關辦理。
相較於臺灣省各縣市於1950年便實施地方自治及開放縣市長民選，該縣直至1992年底解除臨時戒嚴後，才實施地方自治，1993年開放縣長民選。
该县立法委员选举按中華民國現行選制，全境同屬一個立法委員選區金門縣選舉區，得選出一位立法委員。現任金門選區所選出的立法委員，是2024年中華民國立法委員選舉選出的中國國民黨籍陳玉珍。

## 經濟
由于毗邻中国大陆，金门的经济主要以旅游业和服务业为基础。

### 旅游业

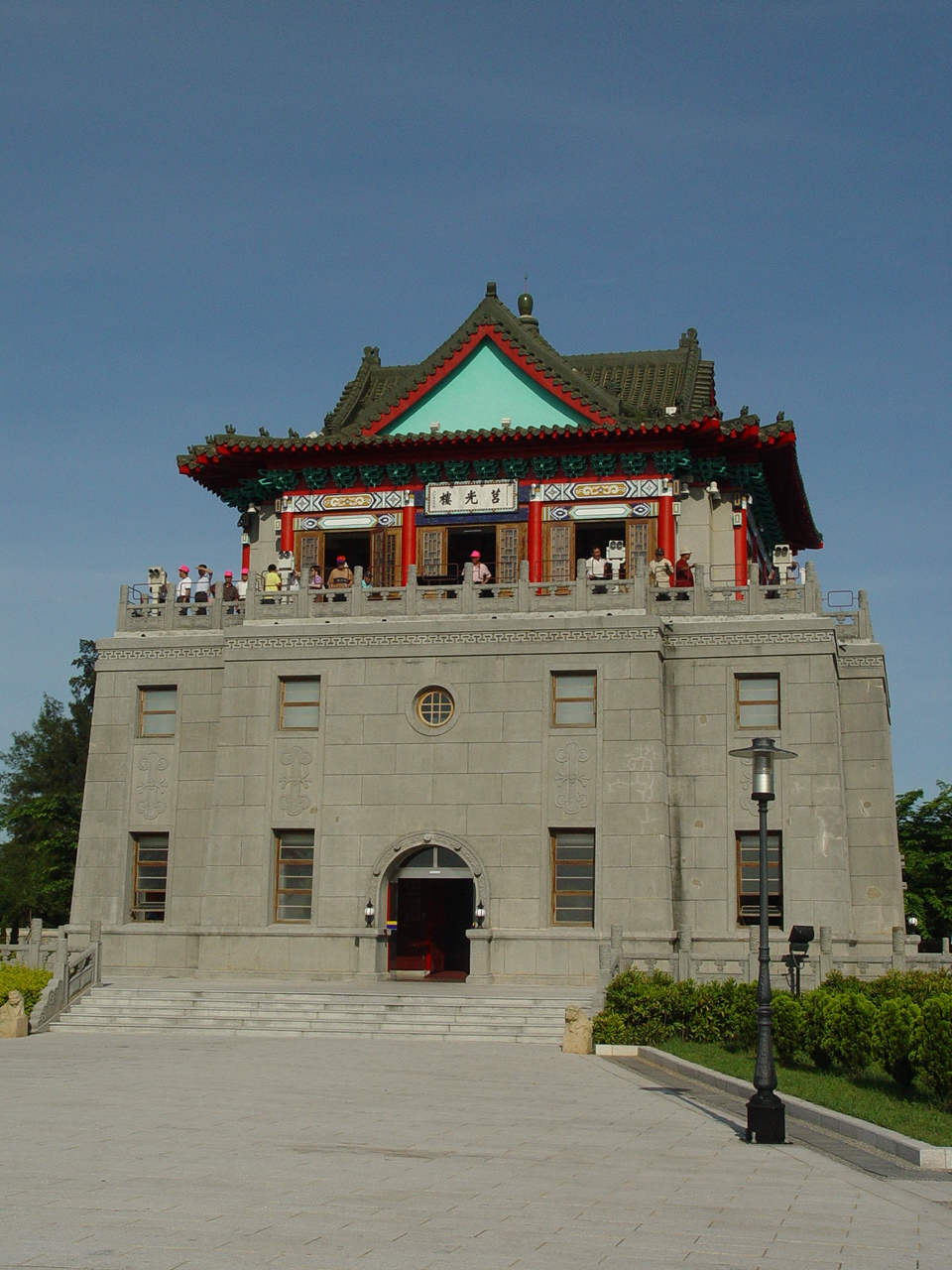
莒光楼是金门著名的地标建筑

由于它的军事重要性，岛上的发展是极其有限的。直到2003年，金门才向来自中国大陆福建的游客开放。现在，它是台湾人周末旅游的热门目的地，以其安静的村庄、旧式建筑和海滩而闻名。中国大陆和台湾的旅游团也不需花太多时间就能游览该岛，同时在轮渡和机场之间中转，作为中国大陆和台湾之间的中间站。金门大部分地区形成金门国家公园，突出军事防御和建筑，历史民居和自然风景。
2014年，金门和中国大陆之福建省之间的客运量达到最高峰，大约150万人次。自2015年1月1日起，中国大陆游客到金门、澎湖、马祖岛旅游不再需要提前办理出入境许可证。相反，他们可以在到达后申请，费用为新台币600元。
到2016年，两个基础设施项目预计将促进旅游业发展。其中包括一个尚未命名的五星级度假酒店，该酒店由厦门房地产开发商、厦门华天集团总裁吴友华牵头，这是中国大陆企业首次获准投资台湾酒店业。

### 工业
金门以生产高粱酒而闻名，高粱酒占台湾市场份额的75%左右，是金门县强大的经济支柱。农业、渔业和畜牧业等传统产业也得到了保护和改善。金门有一个良好的渔业环境，因为它的自然环境被无污染的海洋包围。
金门还生产其独特的金门菜刀，其原料取自中国人民解放军在1958-1978年发射的炮弹彈殼。2015年5月23日至24日，金门方面還赠送给来访的時任國台辦主任张志军一把小刀，象征着海峡两岸的和平。

### 进口货物
金门距离大陆较近，运输成本较低，从大陆进口的商品往往比从台湾进口的多。在2014年的县长竞选中，所有县长候选人都把钱花在了大陆省份生产的竞选材料上，比如广东、浙江和福建，而非台湾。

## 文化

### 國定古蹟
- 邱良功母節孝坊
- 朱子祠（浯江書院內）
- 文臺寶塔
- 瓊林蔡氏祠堂
- 虛江嘯臥碣群
- 水頭黃氏酉堂別業
- 陳健墓
- 陳禎墓

### 相關影視
| 電影 - 軍中樂園 - 夏天協奏曲 - 星月無盡 - 八二三炮戰 - 古寧頭大戰 - 最長的一夜 - 血戰大二膽 - 金馬大兵 - 金門女兵 - 金不厭詐 - 刪海經 - 金門留念 - 花帔阿獺 | 電視劇 - 長官好 - 走過從前 - 戀夏38℃ - 一代新兵之八極少年 - 金門大國銘 - 六壯士之古寧頭戰役 - 勇士們第二單元 - 不如海邊吹吹風 |

### 文學
在文學史及其相關論述方面，目前有吳鈞堯撰寫的《撥霧：金門現代文學發展之研究》、陳慶元撰寫的《酒夜方興：金門縣作家選集（評論卷）》。論文方面，目前已經有人研究金門古典文學、民間文學、現代文學等議題。博碩士論文有劉國棋〈金門民間文學傳承人楊黃宛及其傳承作品研究〉、唐蕙韻〈金門民間故事研究〉、林宏信〈觀察1990年代後地方文學的興起與發展─以金門文學為觀察對象〉、郭庭源〈台灣與金門地區民間風水傳說研究〉等；期刊論文有蔡振念〈金門古典文學的整理〉、王天源《發現沙美古鎮的故事》（金門文藝雙月刊）、王天源《海上仙洲》（金門文藝雙月刊）、王天源《瑰麗的金門鹽業史》（金門日報副刊文學）等文章。
民間文學方面的著作及編輯，有：林永塘《浯洲俗諺集》、吳家箴《浯島情懷》、許丕華《浯鄉俗諺風華錄》、唐蕙韻整理《金門民間文學集.傳說故事卷》。
以「金門」的政經、社會、歷史、身份認同等議題為題材的小說作品，目前有吳鈞堯的《履霜：金門歷史小說集.一九七八-二〇〇八年》與《凌雲：金門歷史小說集.一九四九-一九七八年》、顏炳洳、陳欽進合著的《擎天：金門歷史小說集.一九四九-一九七八年》；金門縣籍作家以「金門」人事物為題材的小說作品，目前已被該縣文化局集結為《酒香古意‧2008金門縣作家選集〈小說卷〉》，該書在2008年12月出版。
古典文學作品的出版方面，宋代詩人邱葵的詩作，目前已被金門縣文化局整理、出版，為《釣磯詩集譯注》（楊天厚、林麗寬譯注）。明代金門文人蔡復一的作品，也被縣文化局收錄、出版為《遯庵蔡先生文集校釋》。古典文學的研究與作家的傳記寫作方面，目前有蔡主賓撰寫的《蔡廷蘭傳》，由金門縣文化局補助出版。
推廣及贊助文學活動的政府機關有「金門縣文化局」，除了出版作品集、詩文集、研究等著作，還出版以下的刊物：「金門季刊」、「金門文學叢刊」、「金門歷史風雲」、「金門文藝」、「金門文史叢刊系列」、「金門兒童繪本」；基金會則有「金門縣社教文化活動基金會」；縣內沒有全國性文學社團 ，地方性文學社團，目前可查到的有「耕餘吟社」。金門縣文化局在2008年7月出版該社詩友的作品《耕餘酬唱集》。
大型的文學活動有金門縣文化局舉辦多屆的「浯島文學獎」徵文活動。

### 風獅爺

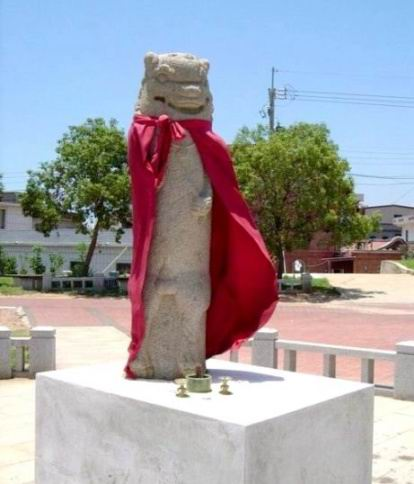
金湖鎮瓊林風獅爺

金門群島接近福建東南外海，四面無高山屏障，中間有丘陵起伏，雨量頗不均勻，冬季東北季風特別強烈，舊諺稱：「金門呷十三省風」；更由於歷代的兵燹禍亂，林相植被屢遭嚴重的破壞，飽受風沙之苦，因此先民從泉、漳州引入石獅辟邪的信仰，在聚落或風大之地設置風獅爺，希望風獅爺能夠防風鎮煞，形成當地的特殊信仰文化，更成為金門的守護神。據金門縣政府的統計，現存的風獅爺共有68座：金沙鎮41尊、金寧鄉8尊、金湖鎮13尊、金城鎮6尊。

### 宗教信仰
- 台灣基督長老教會台南中會 沙美教會：位於金沙鎮沙美
- 浯島城隍廟
- 開浯恩主
- 蘇府王爺

## 教育

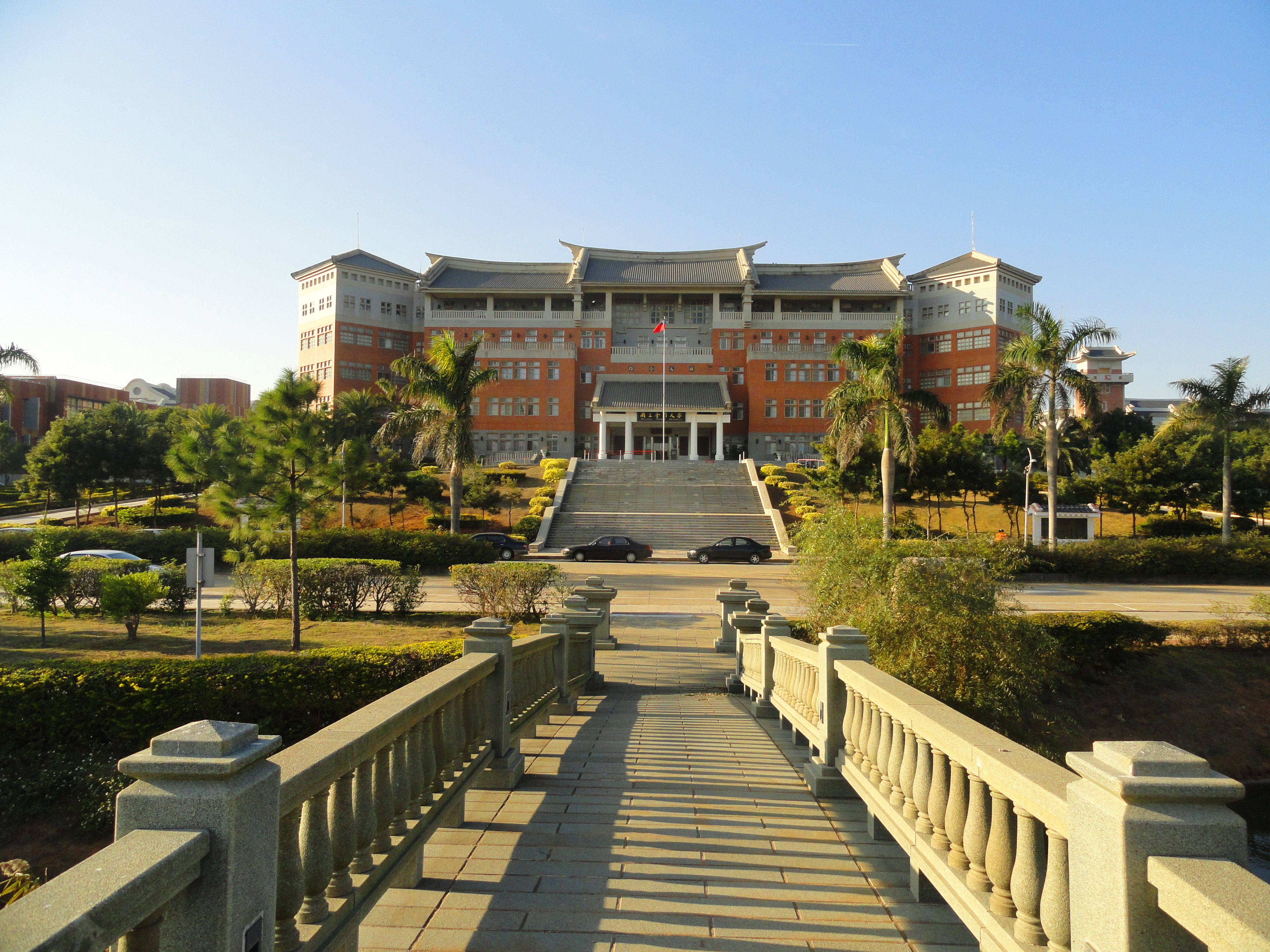
國立金門大學

2010年8月，国立金门大学在前身金门理工学院和1997年成立的高雄应用科学大学金门分校的基础上合并成立。它位于金宁乡。岛上还有銘傳大學和国立高雄大学的卫星校区。中等教育机构包括國立金門高級中學和國立金門高級農工職業學校。共有24所初中、小学和幼儿园。
金门县政府在金门的教育上投入了数百万，平均每个学生两万元。福建的学校也接受越来越多父母在福建经商的台湾学生。县政府一直在努力鼓励台湾和大陆的大学在金门设立分校，并吸引大陆学生到金门学习。
大專院校
- 國立金門大學
- 銘傳大學金門校區
- 國立高雄大學金門校區-EMBA班

高中職
- 國立金門高級中學
- 國立金門高級農工職業學校

國民中學
- 金門縣立金沙國民中學
- 金門縣立金城國民中學
- 金門縣立金湖國民中學
- 金門縣立金寧國民中學
- 金門縣立烈嶼國民中學

## 基础设施

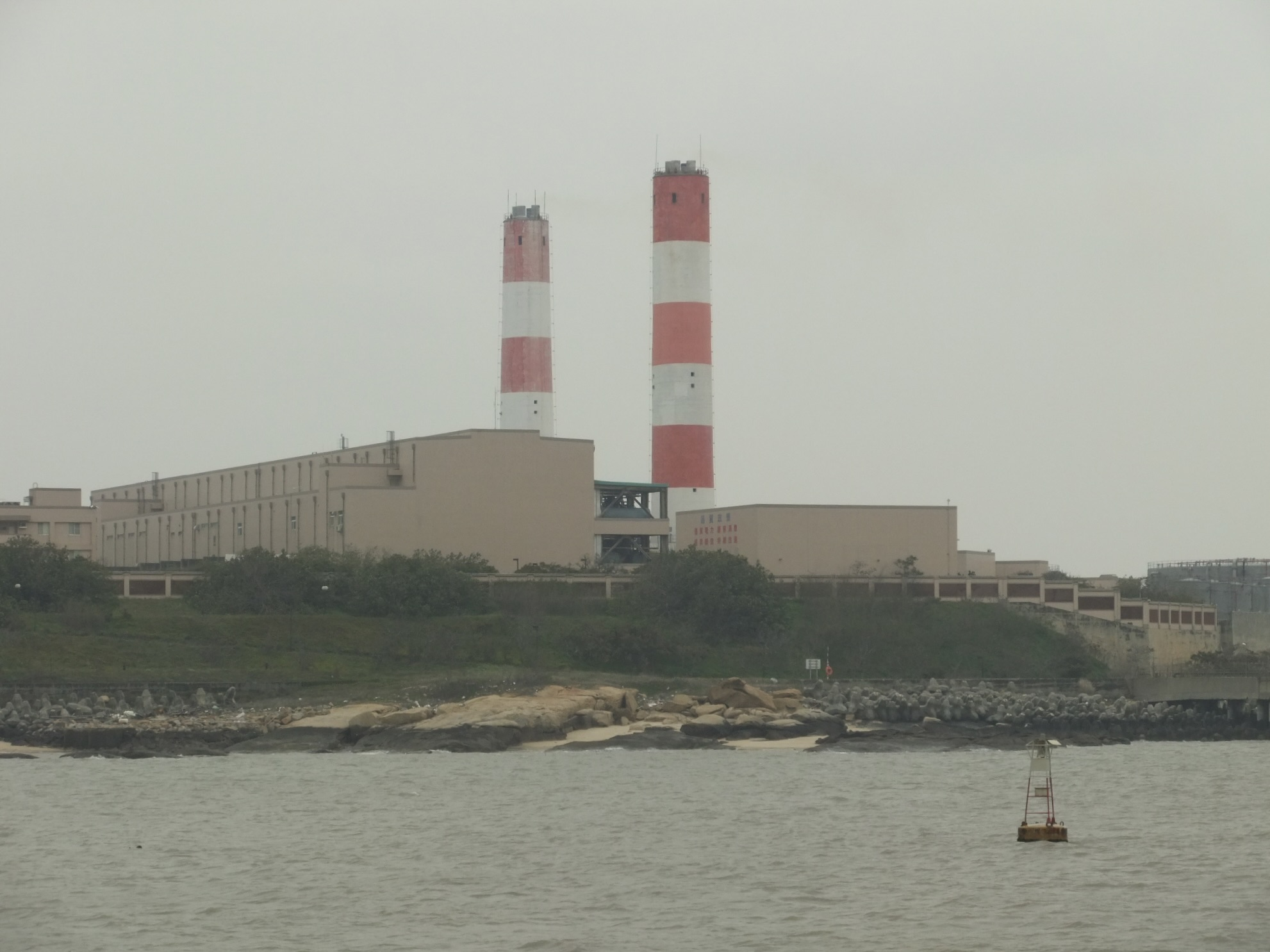
塔山发电厂

### 电力
金門的電力發展可追溯到1927年，由地方仕紳傅錫琪、黃模生倡辦的電燈公司:478。該公司設廠於西門舊軍裝局遺址，使用從上海購買的一部發電機來供應後浦電力:478。不久，該電燈公司轉讓給當地商人許鐵經營，但因為當時用戶不多連年虧損:478。1937年日軍攻佔金門後，機件多被拆毀:478。1938年，日方從廈門星光日報社拆來一臺發電機以供應金門電力，相關業務由日方成立的金門行政公署經營:478。二次大戰結束後，該發電機被星光日報拆回:478。
1950年，為因應民生需要，金門防衛部撥出一臺50KW發電機，成立「金門電燈公司」:478。該公司位於金城鎮東門池王廟，專門供應金城鎮部分機關及少數商店用電:478。1952年，金門電燈公司由行政公署接管，並再增加一臺同型發電機來成立「南門發電所」（位於金城鎮南門許家祠堂）:478。1954年，再增加一臺日野50KW發電機，並在金防部政務委員會撥款補助下，於金城鎮珠浦東路6號興建公司辦公室:479。1958年，再增加115KW的發電機，成立北門、山外、沙美三個發電所，合計裝置總容量為315KW:479。1960年6月1日，金門電燈公司改組成「金門發電廠」:479。1953年建立莒光發電所（在莒光樓北邊），該年10月正式供電後，南門與北門發電所撤銷:479。
1966年3月，金門成立電力擴建委員會，同年8月21日，莒光發電所開始對金城鎮實施24小時全日供電:479。1967年，供電範圍從莒光樓起，沿著賢厝、古坵、東沙、珠山，延伸到古崗、金門城等村:479。此外該年（1967年）為了充分供應軍民用電，設立「福建金門電力股份有限公司」（金門電力公司）的籌備處，以金門發電廠為基礎進行改組:479。
金门电力公司于1967年5月1日正式成立，逐步在县内兴建五座发电厂，负责为金门所有居民提供电力资源:479。该公司过去主要依靠轻质柴油，这给其管理带来了高昂的成本负担。1991年7月1日，台湾电力公司（台电）接管金門電力公司:480。1992年11月16日起，金門電力公司的電價比照臺灣地區:480。1997年7月1日，金门电力公司正式併入台电，台電於同日成立「金門區營業處」來處理金門的業務:480。1999年，建成了以柴油为燃料的塔山發電廠，向金门电网供电。为了降低成本，其他较小的发电厂也相继停产。金门风电场4MW输出功率为，太陽能发电则为0.792 MW。

### 海底通讯电缆
2012年8月，金门与厦门之间建立了第一条海底通信电缆。在台湾方面，基础设施由中华电信建设，而在中国大陆方面，则由中国电信、中国联通和中国移动建设。该项目最初启动于1996年，耗时16年建成。

### 供水系统
金门目前的日需水量为5万吨，主要用于家庭、工业和农业部门。金门生产一吨水的成本约为新台币50至60元，夏季可能会飙升至新台币70元。在极端干旱的情况下，从台湾运来的水费可能高达每吨200元。由于金门居民每用一吨水只需新台币10元，供水成本已成为县政府的沉重负担。
几十年来，金门一直面临着居民供水困难的问题，原因包括湖水浅、雨量少、地理条件限制等，使得建水库和水坝难以实现。因此，金门经常过度使用地下水，导致潮洪上升，土壤盐碱化。
2013年9月初，由于金门持续缺水问题，中华人民共和国政府同意从福建晋江市向金門供水。金门每天抽取8000多吨地下水，水库的水在旱季仅能勉强维持居民的生活。如果不制定缓解计划，到2016年短缺问题将严重打击当地经济。2015年7月20日，在金门县长陈福海和福建省省长苏树林的见证下，金门县水厂主任翁文贵与福建省供水有限公司董事长朱金良在金门正式签署供水协议。
2018年8月5日，在金门县和晋江市举行的输水仪式上，首条输水管道正式开通。

## 交通

### 水路

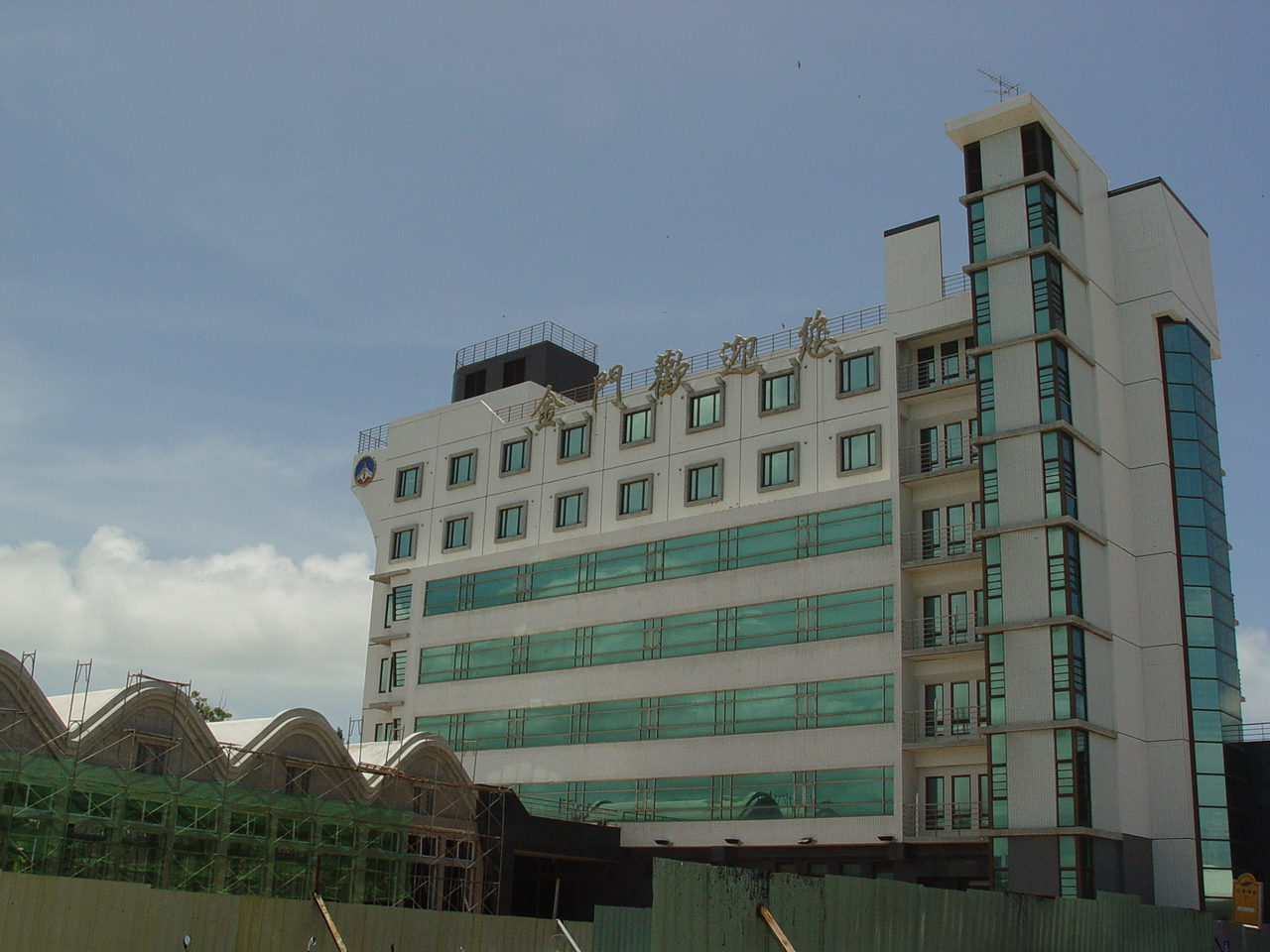
金門水頭碼頭的海關大廈

金門水頭碼頭為小三通指定港口，與廈門五通碼頭間有定期航線，亦為烈嶼鄉（小金門）與金門本島間定期航線之對口。2006年6月8日，另闢與泉州泉金碼頭的第二條小三通航線。
烈嶼的九宮碼頭及金門本島的水頭碼頭之間每天從早到晚每半小時各有兩艘渡輪來回，每次搭乘需付全票60元新台幣，半票30元新台幣，船隻可載運機車或腳踏車等小型車輛，每次載運機車需付50元新台幣或腳踏車等小型車輛20元新台幣（擁有戶籍之縣民，金門縣政府有補助）。金門地區的居民於搭乘地區公共車船時，可持金門縣公共車船管理處發行的金門交通卡，在上下車船時於電子感應器前感應刷卡，即可免費搭乘。其他地區民眾可刷行悠遊卡、一卡通付費。搭乘地區公共運輸船需另付保險費用，其交通費用由金門縣議會撥款補助。
烏坵鄉原屬莆田縣，與金門本島間並無直接航班，僅有臺中港有航次連絡。
中华民国交通部于2015年12月16日开放位于猛虎嶼和大膽島间的刘五店航道金门水域航段，供台湾海峡进出厦门港翔安港区的船只使用。

### 港埠
- 復國墩漁港
- 料羅港
- 羅厝漁港
- 金門港
- 水頭碼頭
- 新湖漁港

### 航空
金門機場為金門縣對外交通的重要樞紐，目前有往台北、台中、嘉義、台南、高雄、澎湖各航線。
早期金門的對外航空交通只有搭乘當時軍用運輸機。直到1987年9月遠東航空開始飛航金門至台北航線(已停飛，因遠東航空停止營運)，開啟台金民航航線。後來陸續有復興航空（已停飛）、馬公航空（被長榮集團收購後改名為立榮航空）、華信航空、遠東航空（已停飛）等航空公司經營台金航線。

### 公路
金門目前無鐵道，島內倚賴公路，島際則為水路。其中最主要一條為貫穿金門本島中部的伯玉路（舊名又稱中央公路），另有環島北路、環島西路、環島南路、環島東路...等主要公路。
在中華民國國防部的管理之下，金門之道路密度為中華民國各縣市之冠。全縣道路屬於都市計畫道路系統，分為快速道路、主要道路、次要道路及服務道路等四個等級。金門縣目前尚無快速道路。金門縣現無屬於交通部公路系統之道路。
2022年，連接金寧鄉及烈嶼之金門大橋於10月30日通車。
| 編號 | 道路名稱                                                                                       |
| ---- | ---------------------------------------------------------------------------------------------- |
| 1    | 中央公路（伯玉路一~四段）                                                                      |
| 2    | 環島東路                                                                                       |
| 3    | 環島西路                                                                                       |
| 4    | 環島南路【一段、二段（桃園路地下道丁字路口→機場圓環）、三段（機場圓環→開瑄國小）、四段、五段】 |
| 5    | 環島北路                                                                                       |
| 6    | 慈湖路                                                                                         |
| 7    | 金港路                                                                                         |
| 8    | 沙青路                                                                                         |
| 9    | 瓊徑路                                                                                         |
| 10   | 桃園路                                                                                         |
| 11   | 頂林路                                                                                         |
| 12   | 西海路                                                                                         |
| 13   | 珠水路                                                                                         |
| 14   | 盤果路                                                                                         |
| 15   | 黃海路（監理所→陽明湖→823紀念碑圓環）                                                          |
| 16   | 寧湖路                                                                                         |
| 17   | 經武路（環島南路開瑄國小路口→瓊徑路口）                                                        |
| 18   | 中山路                                                                                         |

| 編號 | 道路名稱                                                                                     |
| ---- | -------------------------------------------------------------------------------------------- |
| 1    | 伯玉路五段                                                                                   |
| 2    | 環島南路【二段（昔果山反空降堡至桃園路地下道丁字路口）、三段（開瑄國小→尚義→成功丁字路口）】 |
| 3    | 太湖路                                                                                       |
| 4    | 埔華路                                                                                       |
| 5    | 擎天路                                                                                       |
| 6    | 柏村路                                                                                       |
| 7    | 士校路                                                                                       |
| 8    | 復國路                                                                                       |
| 9    | 三多路                                                                                       |
| 10   | 四維路                                                                                       |
| 11   | 西峰路                                                                                       |
| 12   | 安東路                                                                                       |
| 13   | 大山路                                                                                       |
| 14   | 西園路                                                                                       |
| 15   | 高陽路                                                                                       |
| 16   | 陽沙路                                                                                       |
| 17   | 光華路                                                                                       |
| 18   | 雙瓊路                                                                                       |
| 19   | 堡山路                                                                                       |
| 20   | 蘭洋路                                                                                       |
| 21   | 環中路                                                                                       |
| 22   | 玉章路                                                                                       |
| 23   | 公園路                                                                                       |
| 24   | 瓊義路                                                                                       |
| 25   | 瓊安路                                                                                       |
| 26   | 林堡路                                                                                       |
| 27   | 林湖路                                                                                       |
| 28   | 金山路                                                                                       |
| 29   | 大學路                                                                                       |
| 30   | 黃海路（新市圓環→監理所）                                                                    |
| 31   | 市港路                                                                                       |
| 32   | 中環路                                                                                       |
| 33   | 經武路（瓊徑路口→太湖路一段路口）                                                            |
| 34   | 南機路                                                                                       |
| 35   | 北環道                                                                                       |
| 36   | 南環道                                                                                       |
| 37   | 九井路                                                                                       |
| 38   | 八青路                                                                                       |
| 39   | 湖埔路                                                                                       |
| 40   | 東湖路                                                                                       |

聯絡大小金門島的金門大橋於2011年1月9日動工，於2022年10月30日完工通車。

### 公車
金門縣市區公車由金門縣縣營事業機構金門縣公共車船管理處營運 ，有四個營運車站：金城車站、山外車站、沙美車站、烈嶼車站。總計有29線編有編號的一般公車路線，以及5條台灣好行觀光公車路線。

### 鐵路
以前西園鹽場曾有鐵路營運，該鐵路是一條鹽業鐵路，也是當時金門本島唯一條鐵路，於1970年廢止，現存一小段路線遺跡。
近年來縣政府大力發展觀光及投資建設，吸引觀光客到訪，且金廈兩門之間交通日益便捷，為應付未來觀光人潮，金門縣政府規畫了一套輕軌捷運系統（LRT）和一條快捷巴士（BRT）。規劃路線及車站還未確定。未來金廈跨海大橋開工興建後將規畫一條捷運系統連接到廈門，跟廈門軌道交通接軌。但此建設全部仍在計畫中，影響因素主要為未來金門觀光及人口狀況。

##### 公路橋梁
- 金門大橋：位於金門縣，連結金門本島金寧鄉（大金門）與烈嶼鄉（小金門）的海上橋梁，全長5.4公里，於2022年10月28日完工，2022年10月30日通車。

## 旅遊

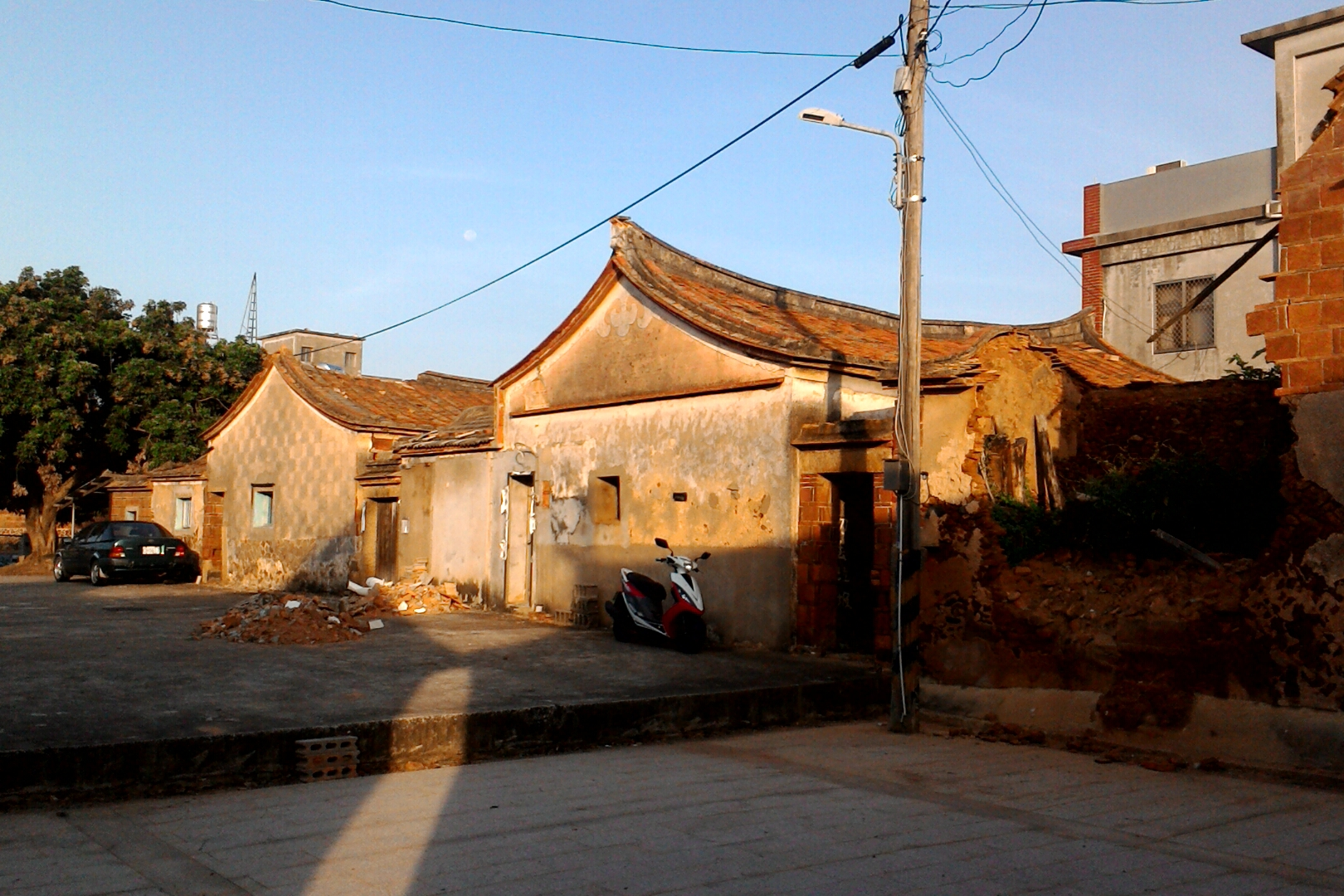
金寧鄉下堡聚落

### 金門觀光人潮代表性高峰期
- 1997年53萬人次
- 2008年56萬人次
- 2010年69.5萬人次

### 名產
- 金門高粱酒
- 貢糖
- 金門菜刀
- 金門麵線
- 金門一條根
- 黃魚

### 景點
| 戰爭軍事相關景點 - 八二三戰史館 - 古寧頭戰史館 - 湖井頭戰史館 - 莒光樓 - 馬山觀測所 - 清金門鎮總兵署 - 金門守禦千戶所城遺跡 - 官澳古城 - 陳坑古城 - 峰上古城 - 田浦古城 - 烈嶼古城 - 毋忘在莒 宗教景點 - 奎閣 - 官澳龍鳳宮 - 沙美小浦頭川德宮 - 大地環江宮 - 羅寶田神父紀念園區 - 浯島城隍廟 - 太武山海印寺 - 靈濟古寺 - 金門天后宮 | 人文類文化資產 - 文臺寶塔 - 虛江嘯臥碣群 - 水頭黃氏酉堂別業 - 得月樓 - 西山前李宅 - 邱良功墓園 - 浯江書院 - 風獅爺 - 金門城北門外明遺古街 - 模範街 - 邱良功母節孝坊 - 瓊林一門三節坊 - 陳禎恩榮坊 - 陳景蘭洋樓 | 人文類場館 - 金門酒廠 - 金門縣文化園區 - 金門民俗文化村 - 金門歷史民俗博物館 - 金門縣水產試驗所（鱟生態文化館） - 金門縣中心圖書館及美術館（規劃中） 自然類景點 - 料羅灣 - 中山紀念林 - 建功嶼 - 慈湖 - 西園鹽場 - 太武山 - 金沙水庫 商業 - 風獅爺商店街 - 昇恆昌金湖廣場 |

金門風景

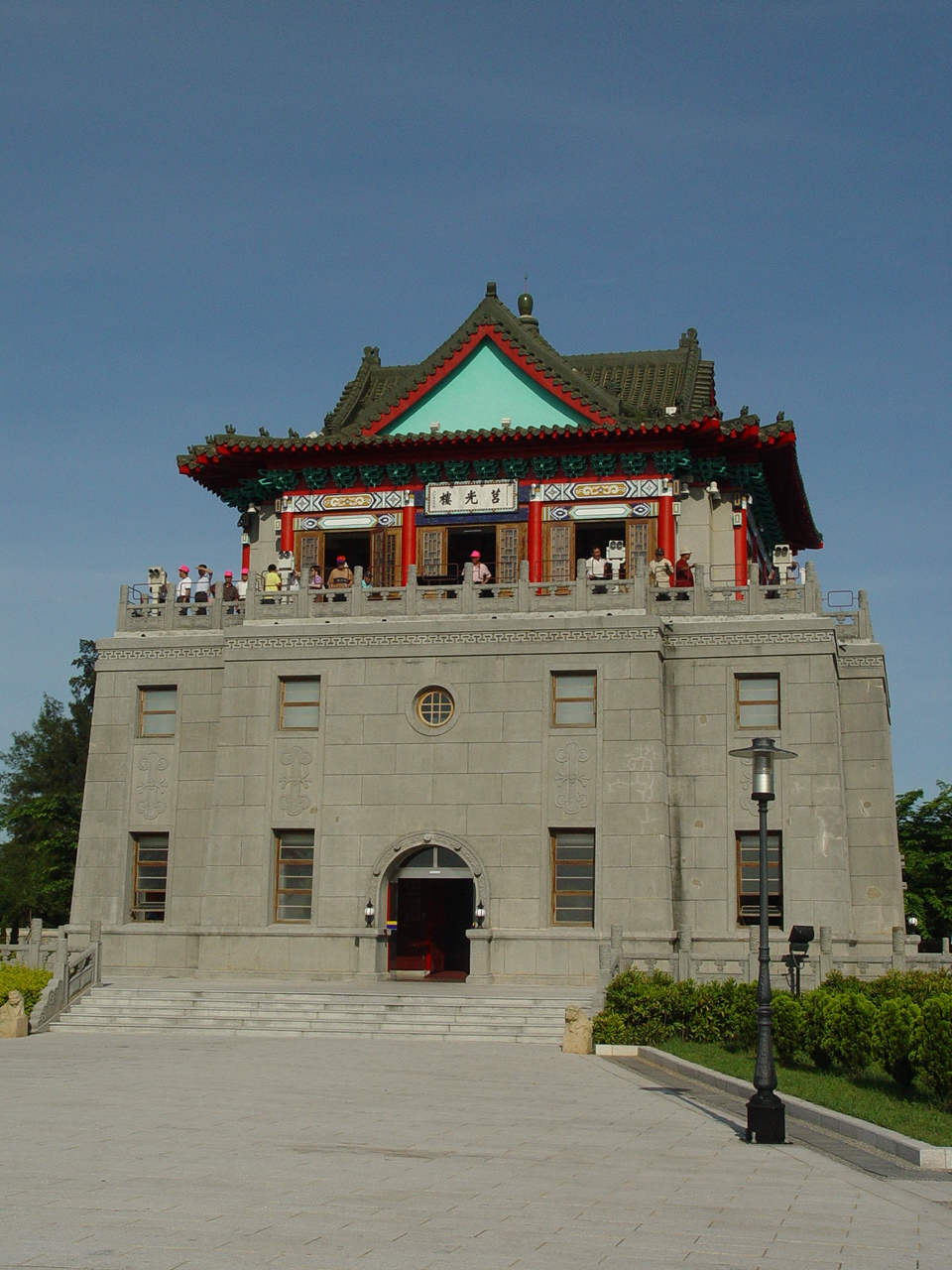
莒光樓
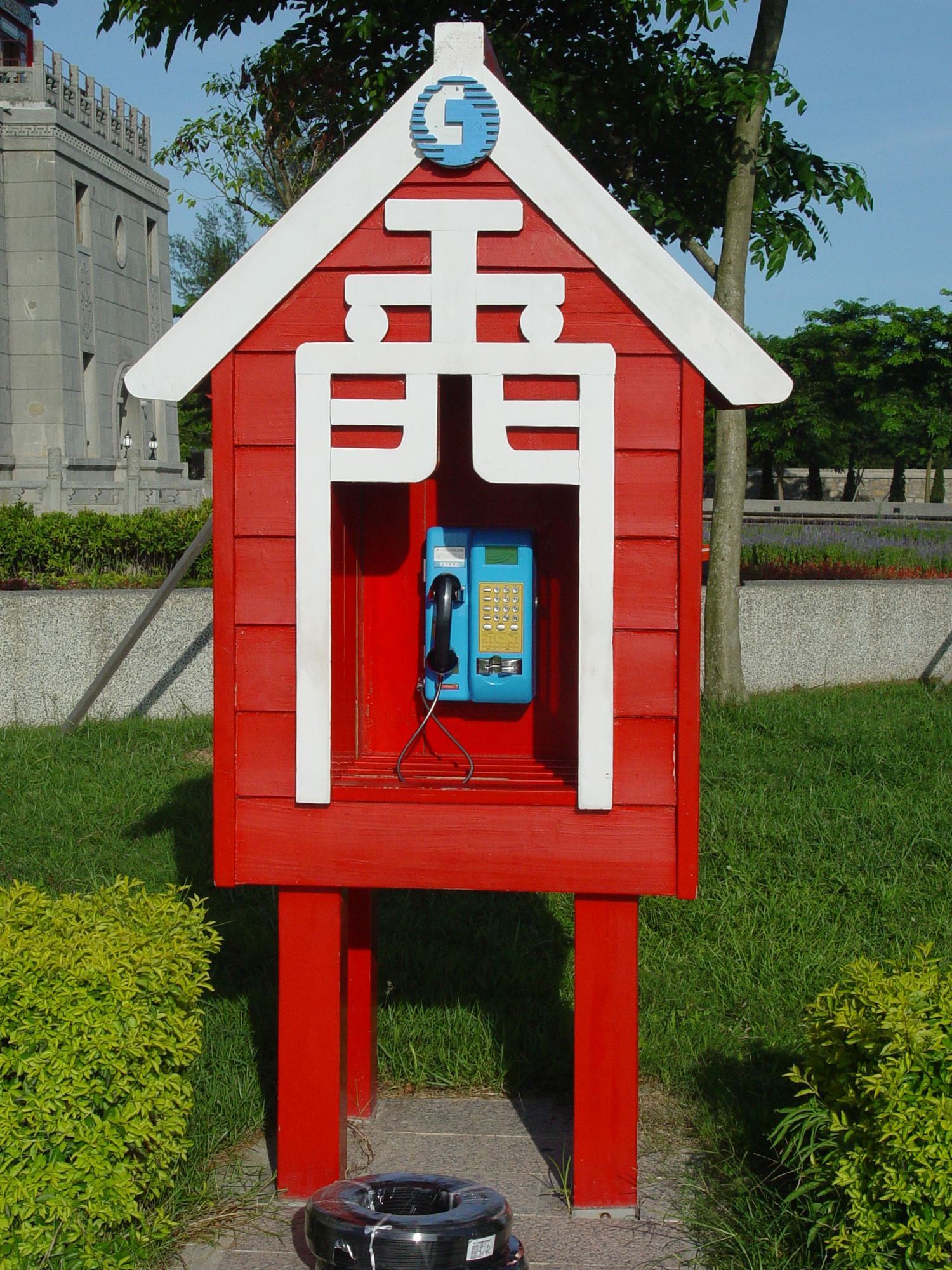
莒光樓前的金門公共電話
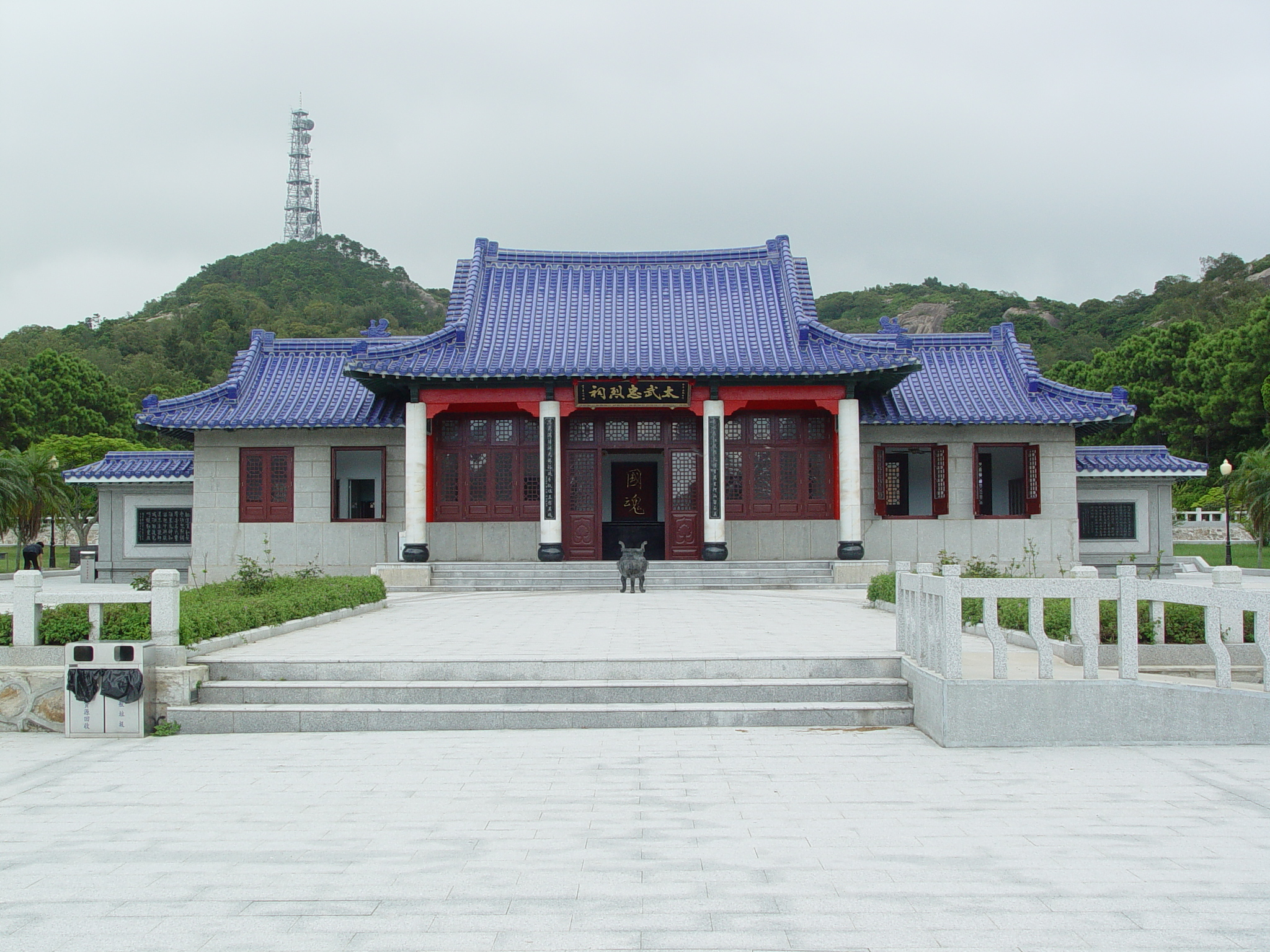
太武山國軍忠烈祠
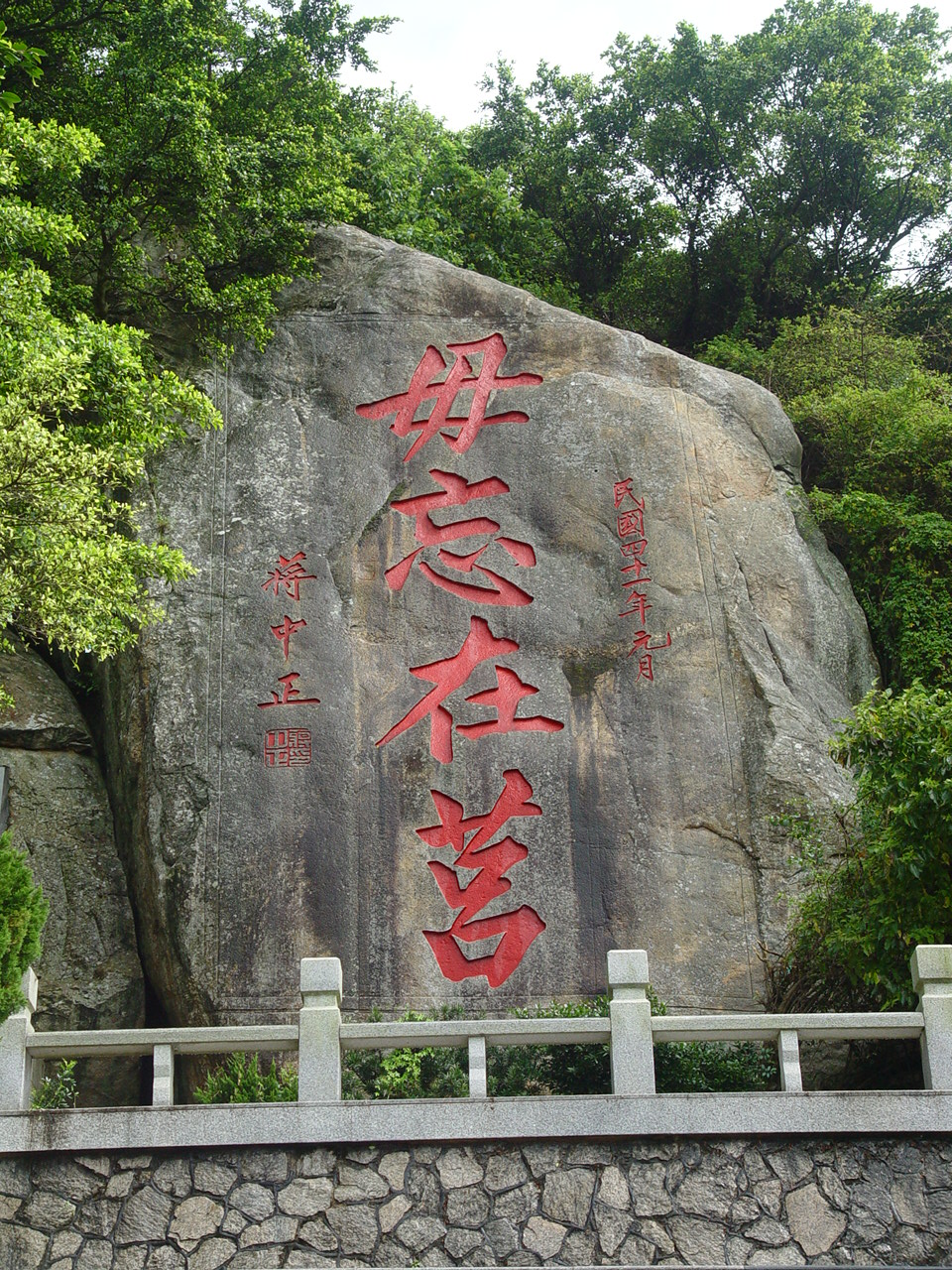
毋忘在莒
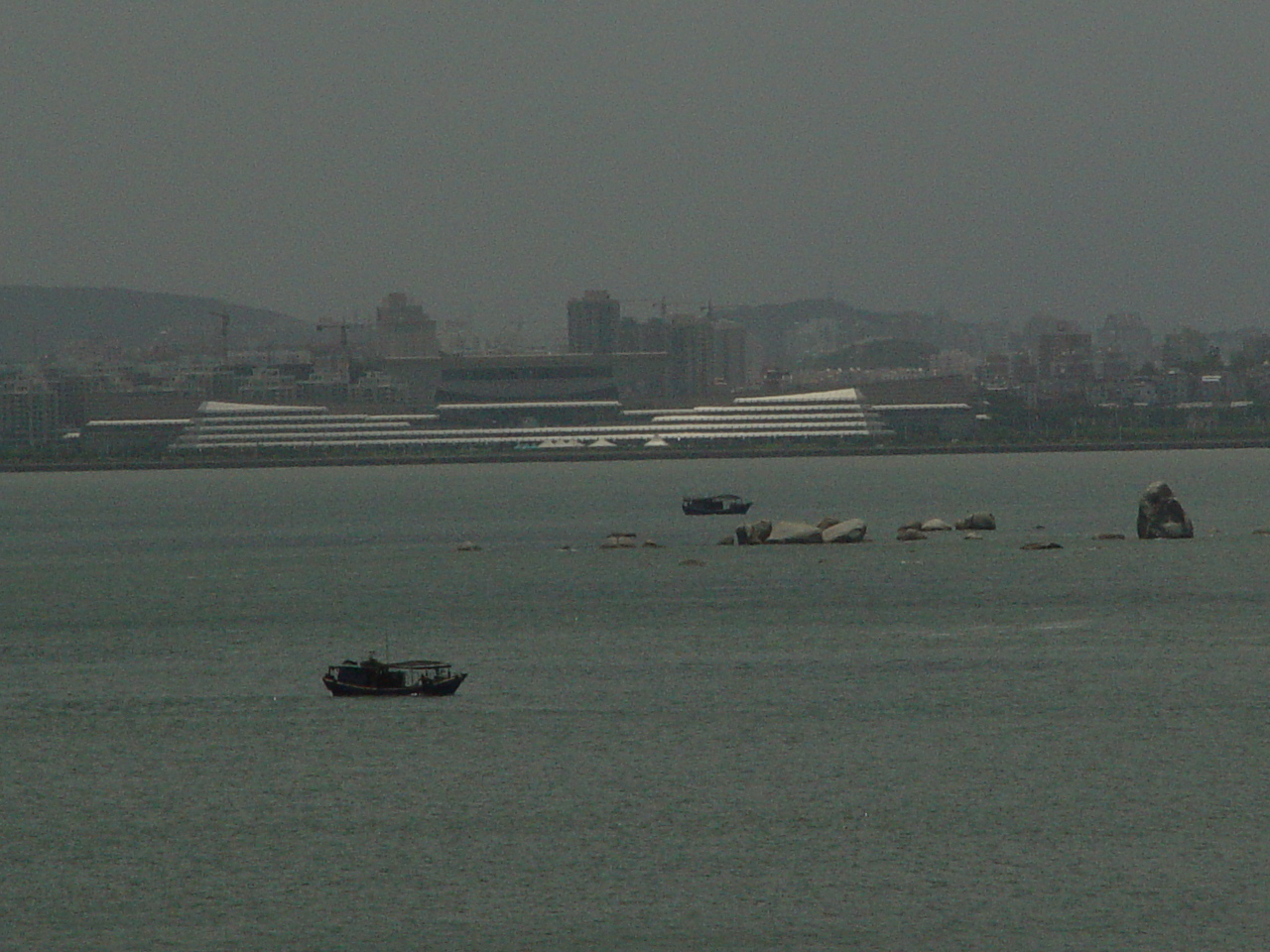
從小金門雙口村可以瞭望到的廈門
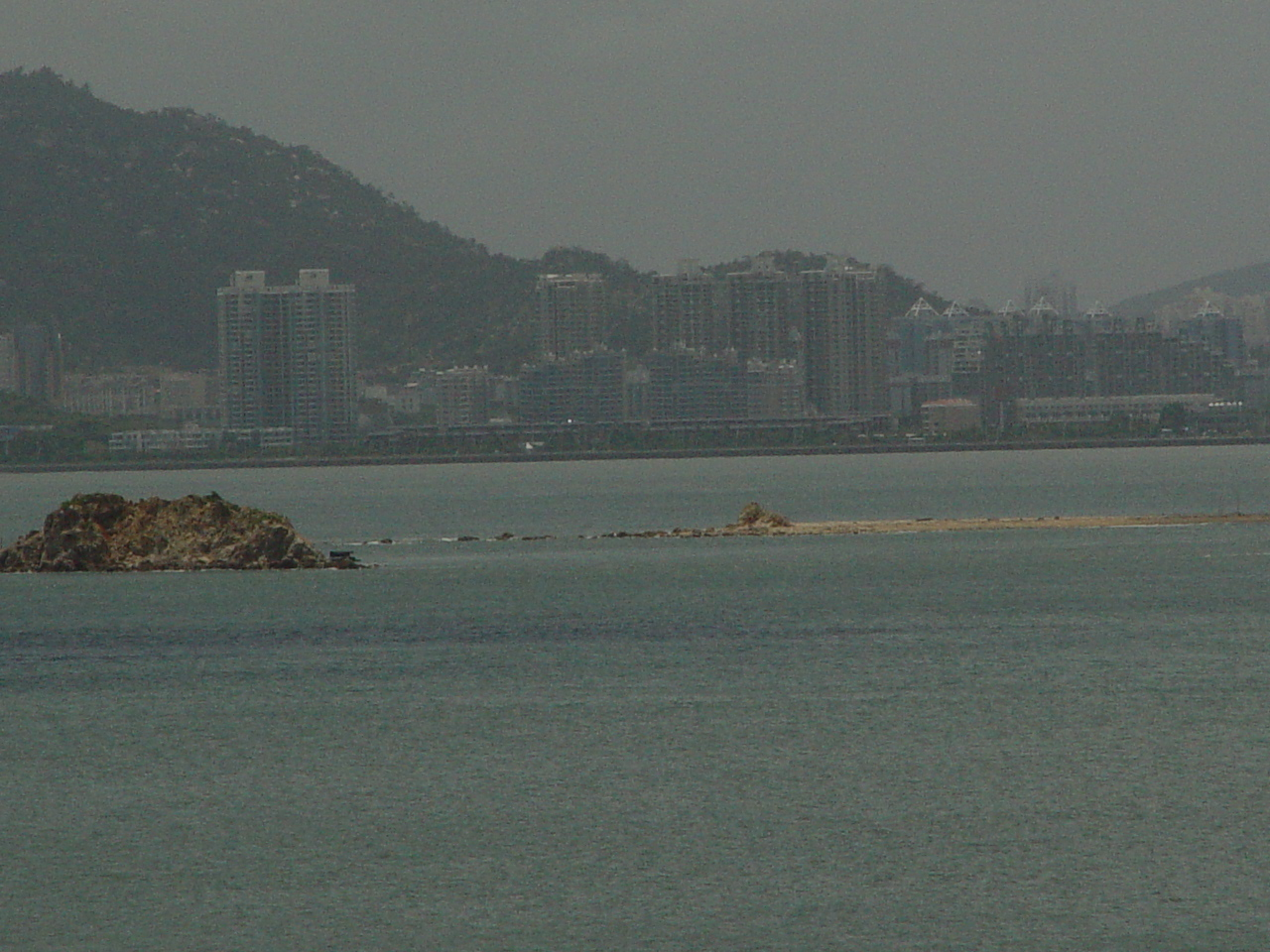
從小金門可以瞭望到的廈門
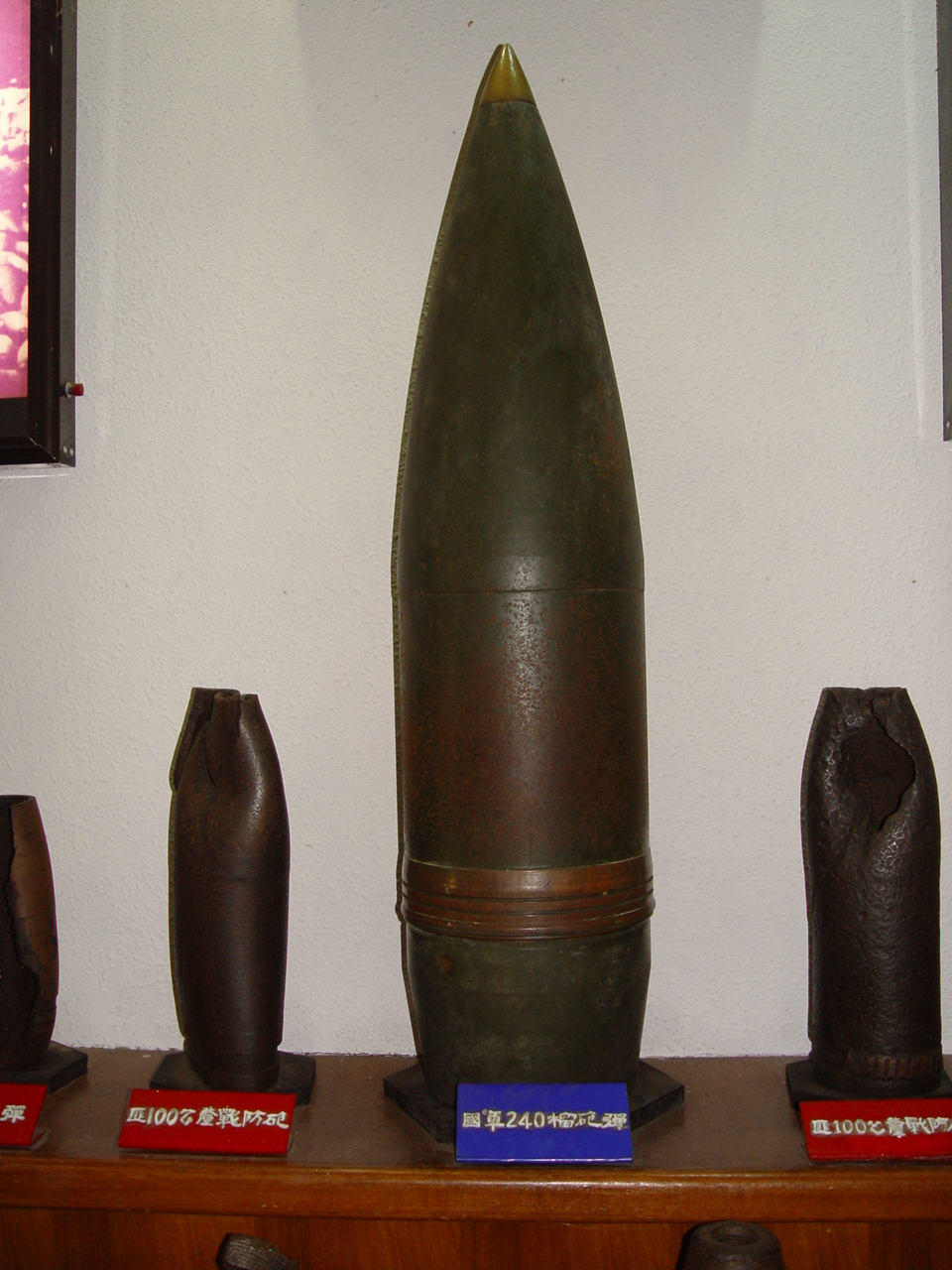
中華民國國軍最大砲彈
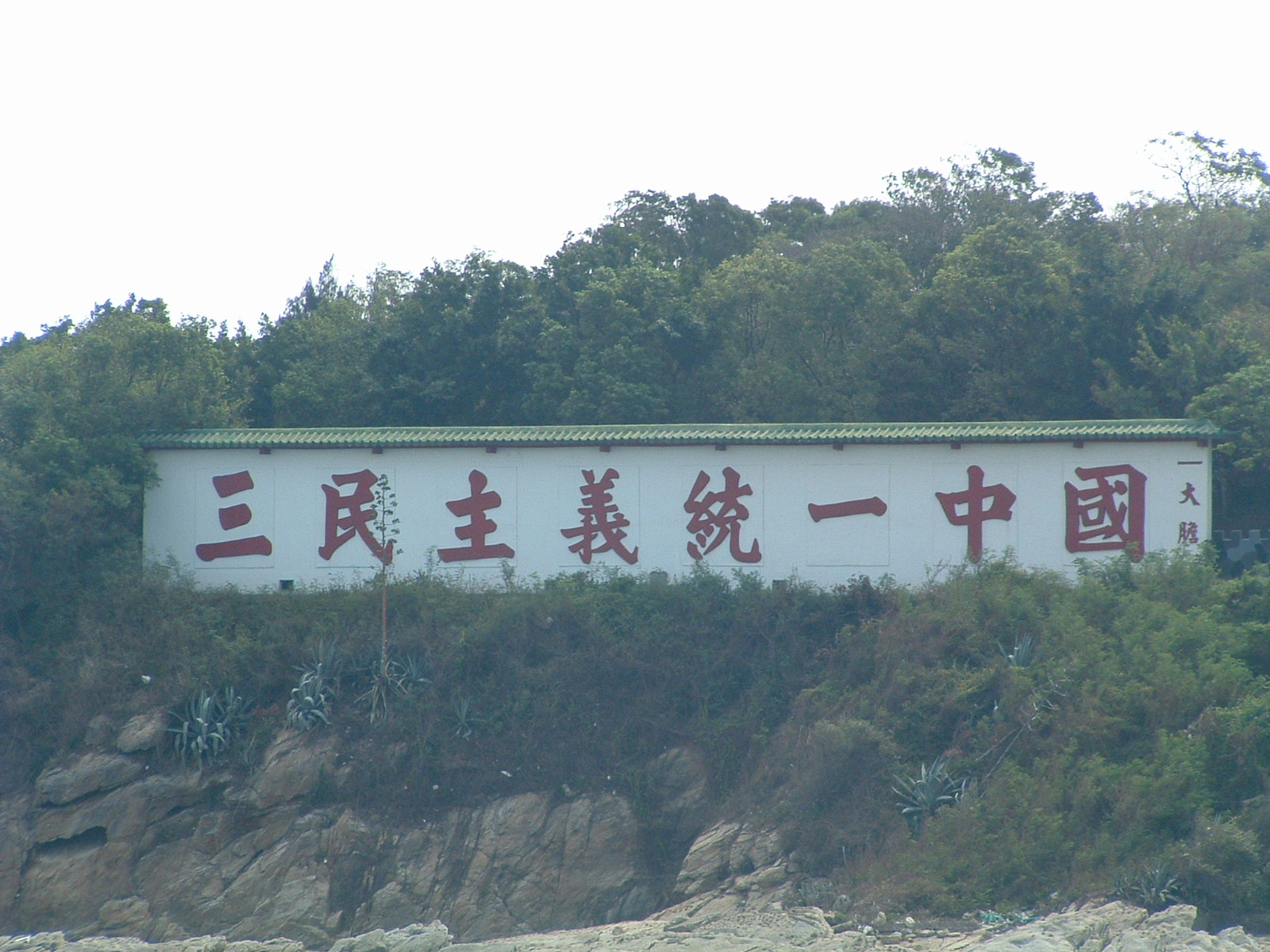
大膽島上的「三民主義統一中國」標語
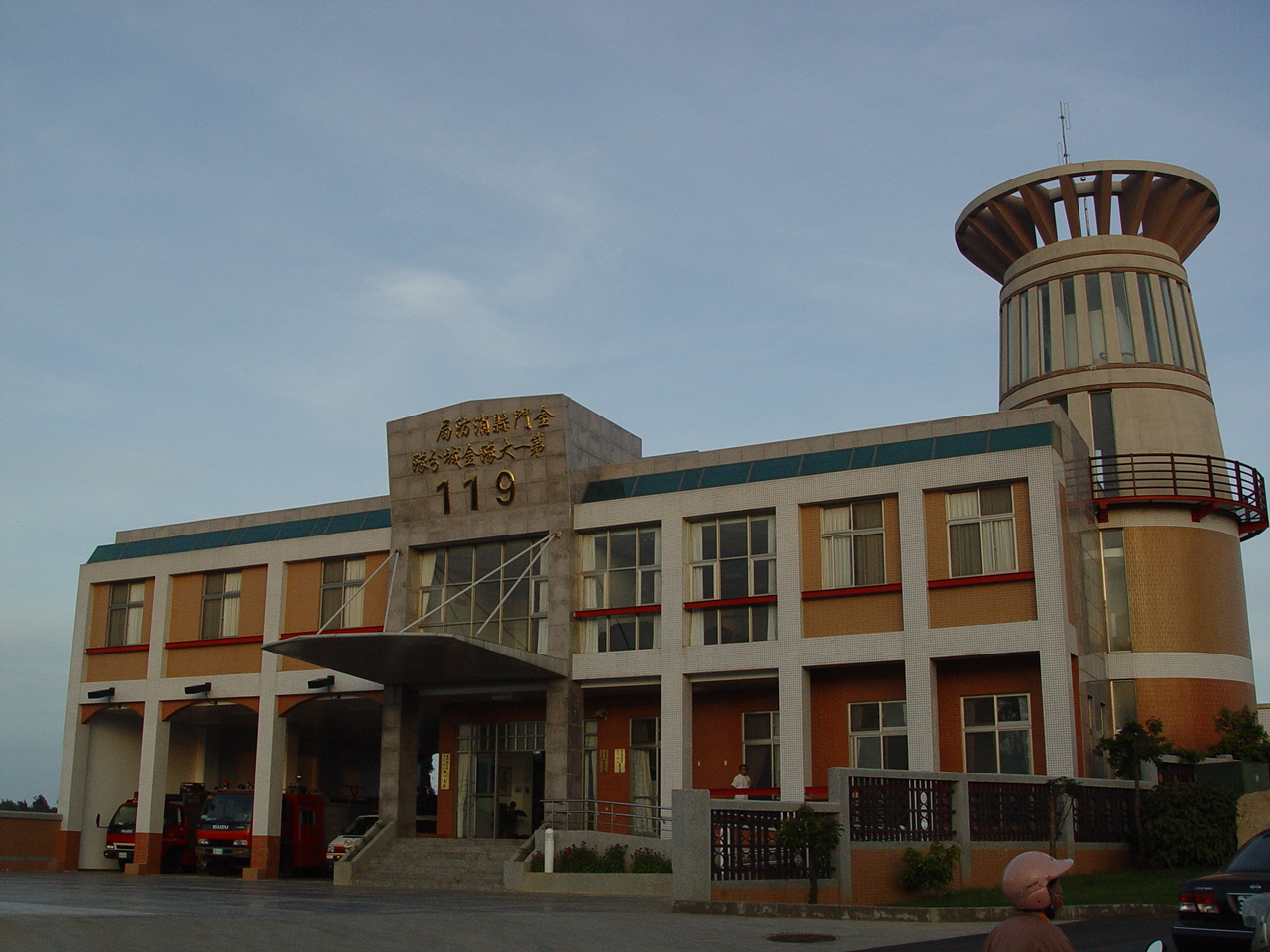
金門縣政府消防局
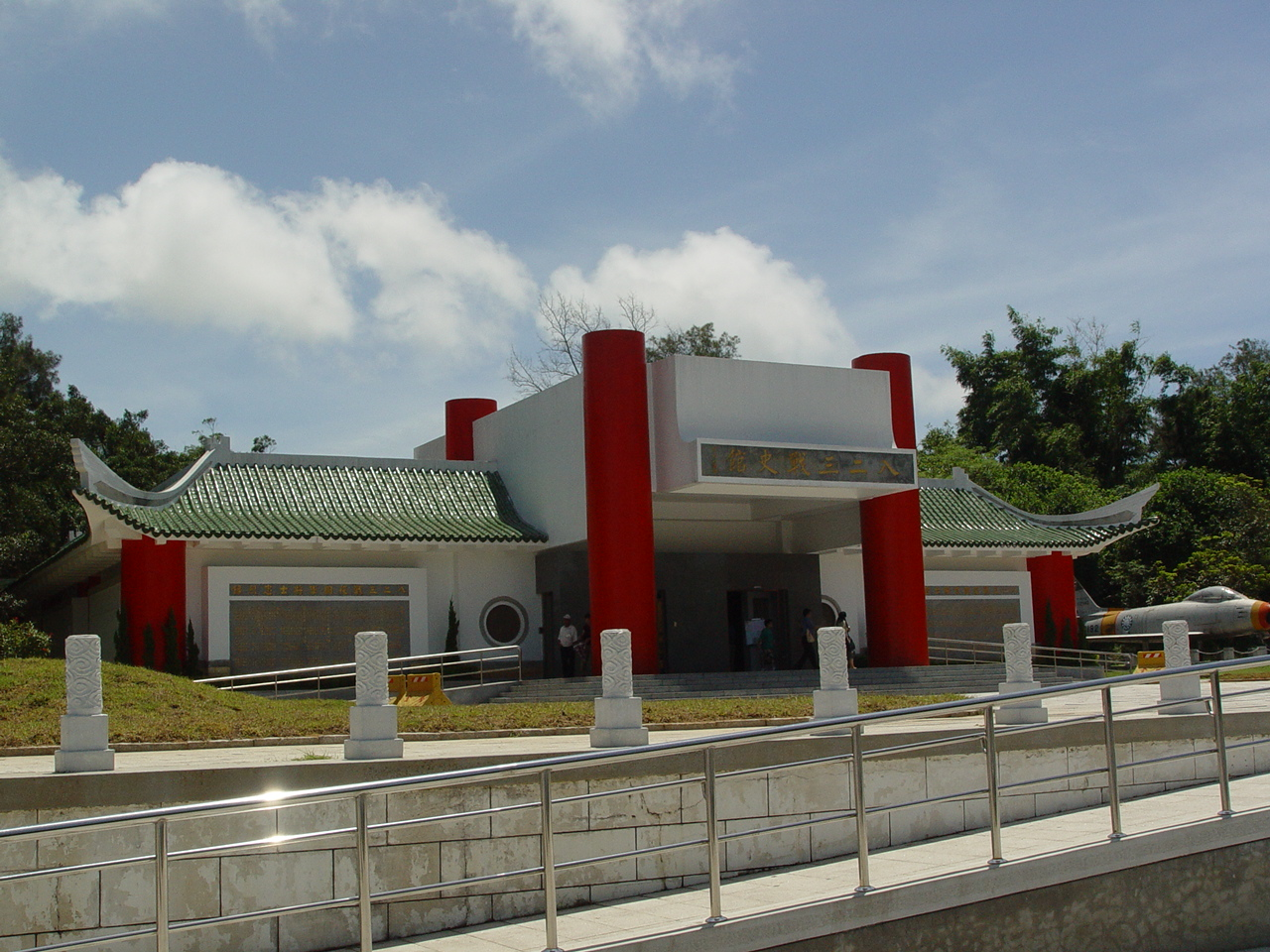
八二三戰史館
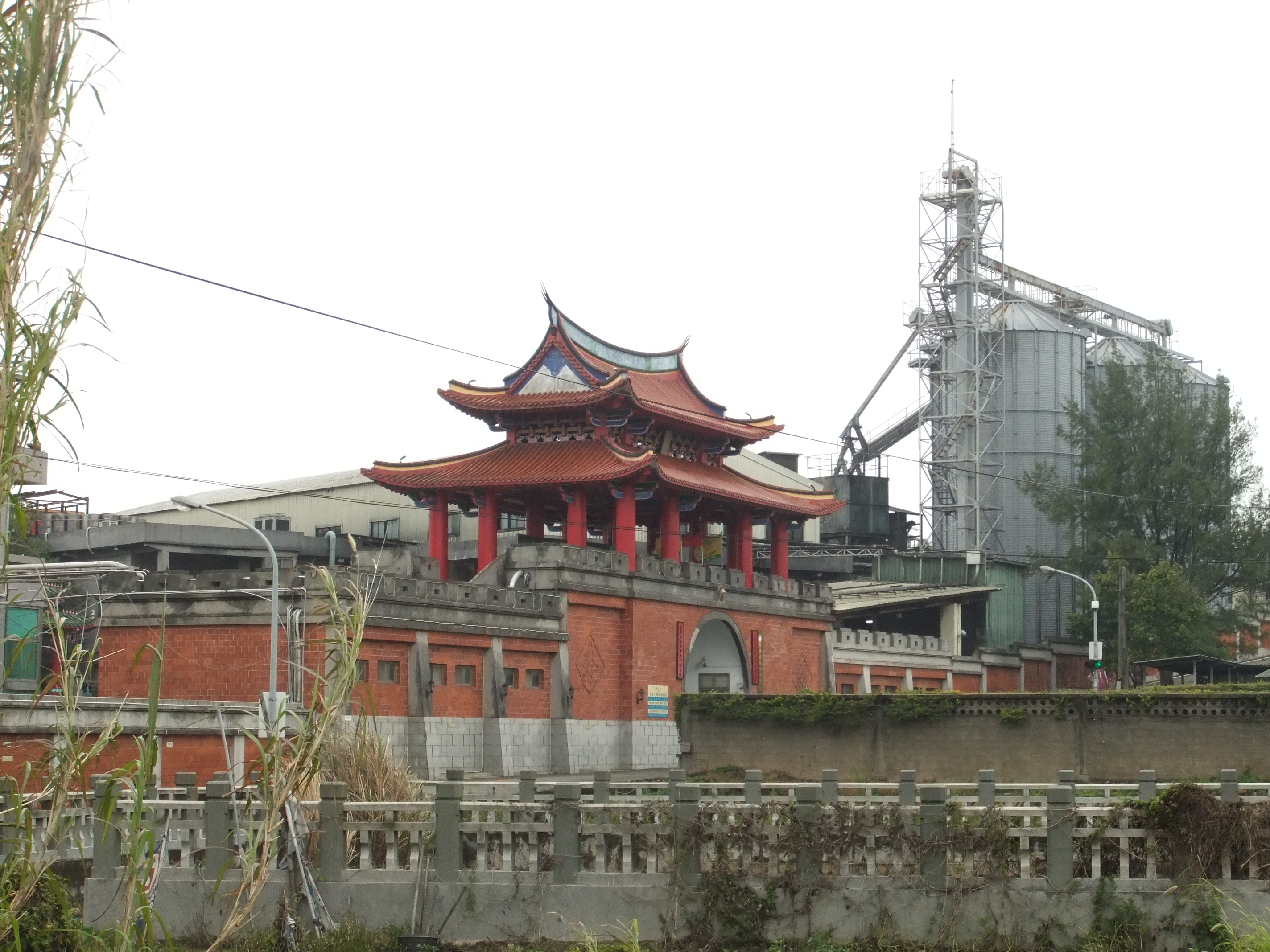
金門酒廠
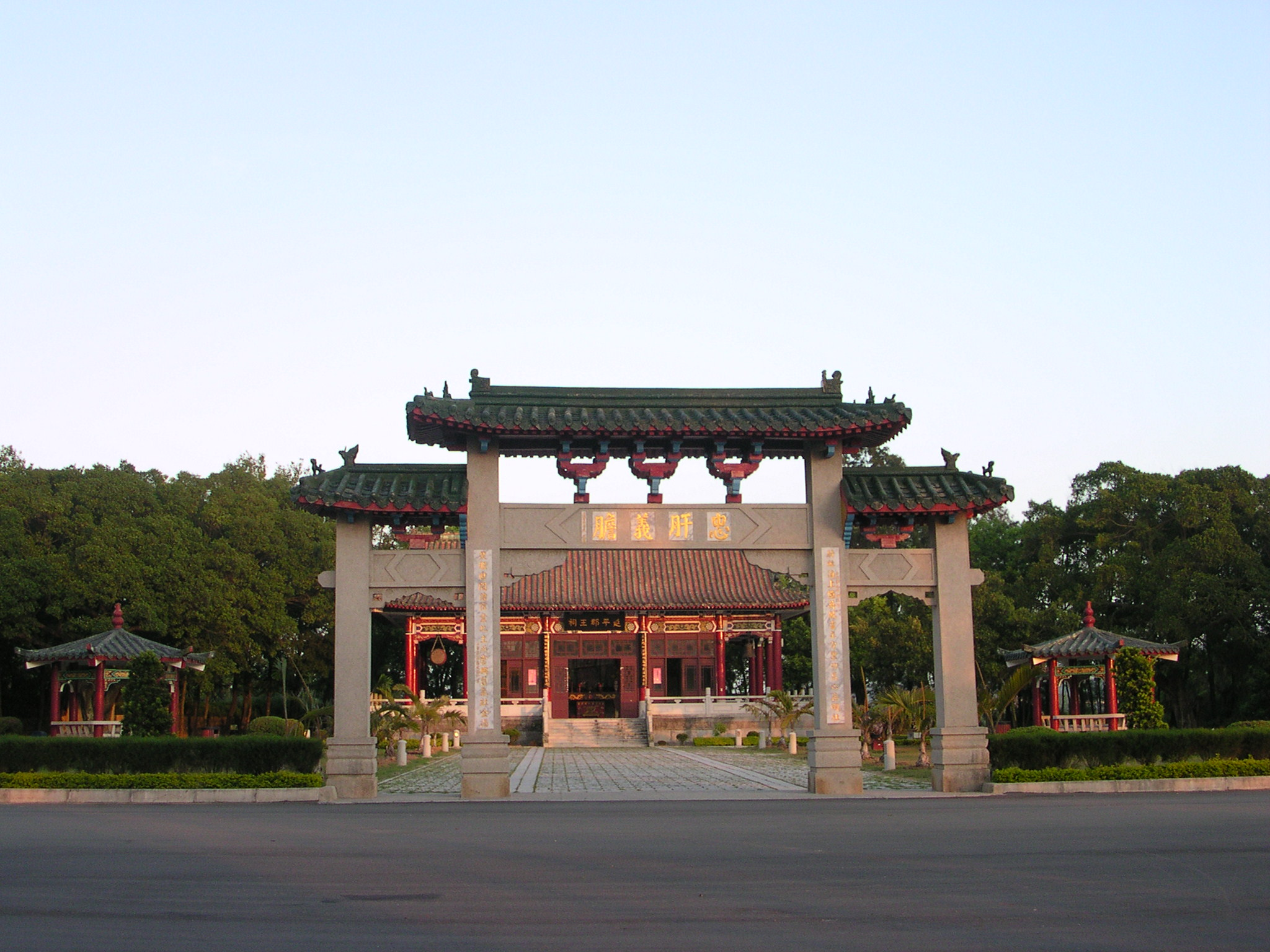
金門延平郡王祠
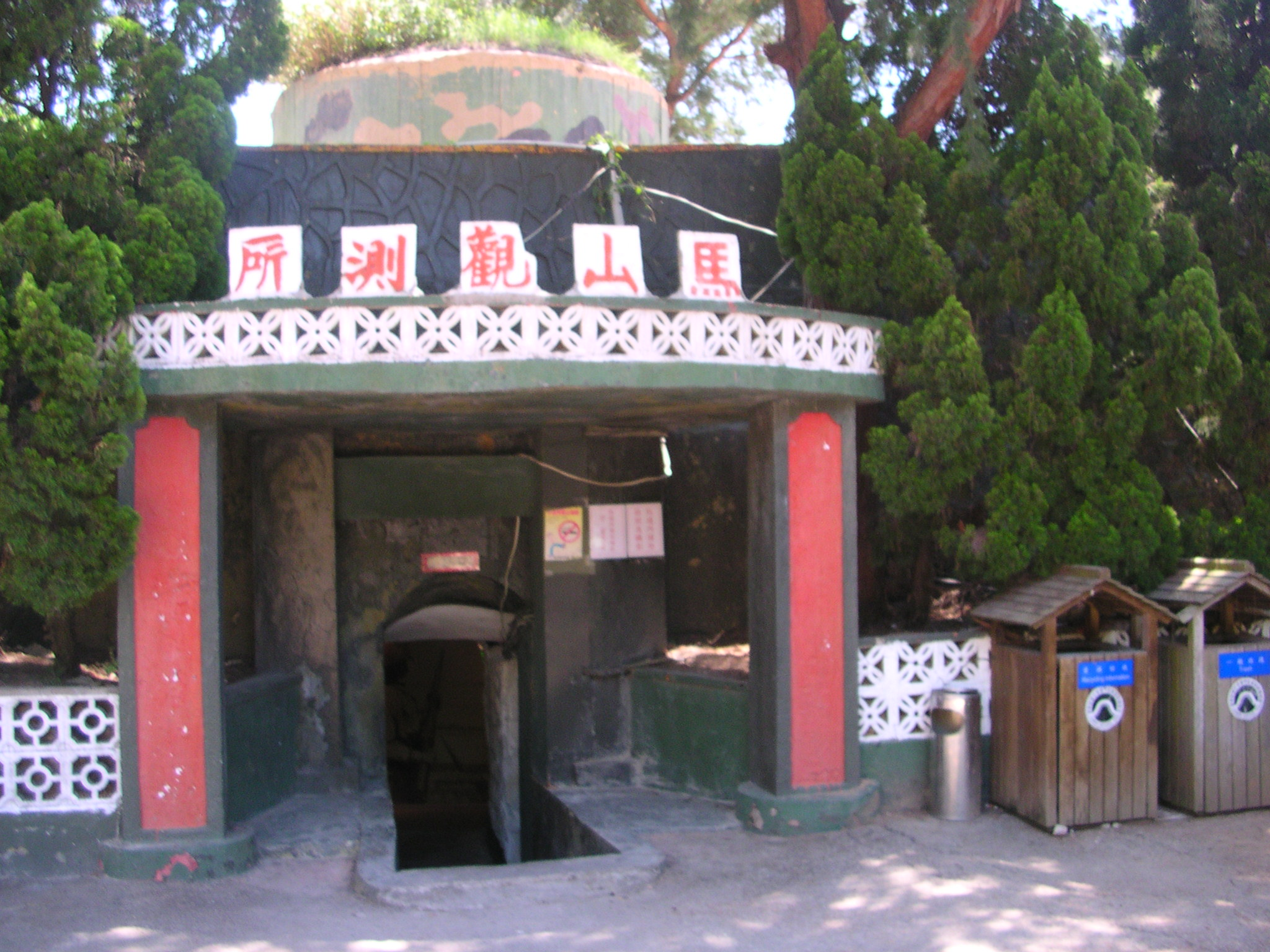
馬山觀測所
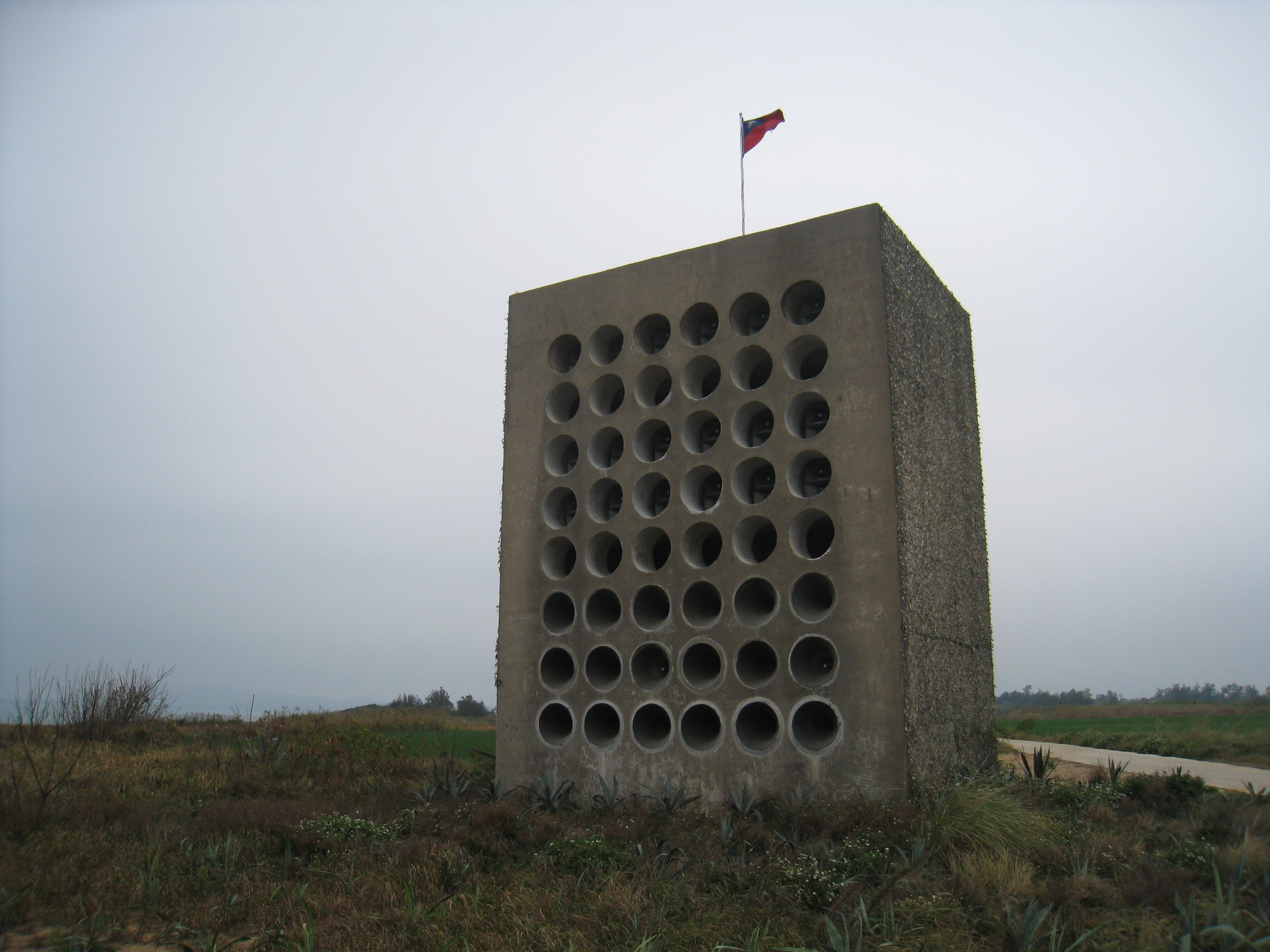
金門北山斷崖的心戰播音牆
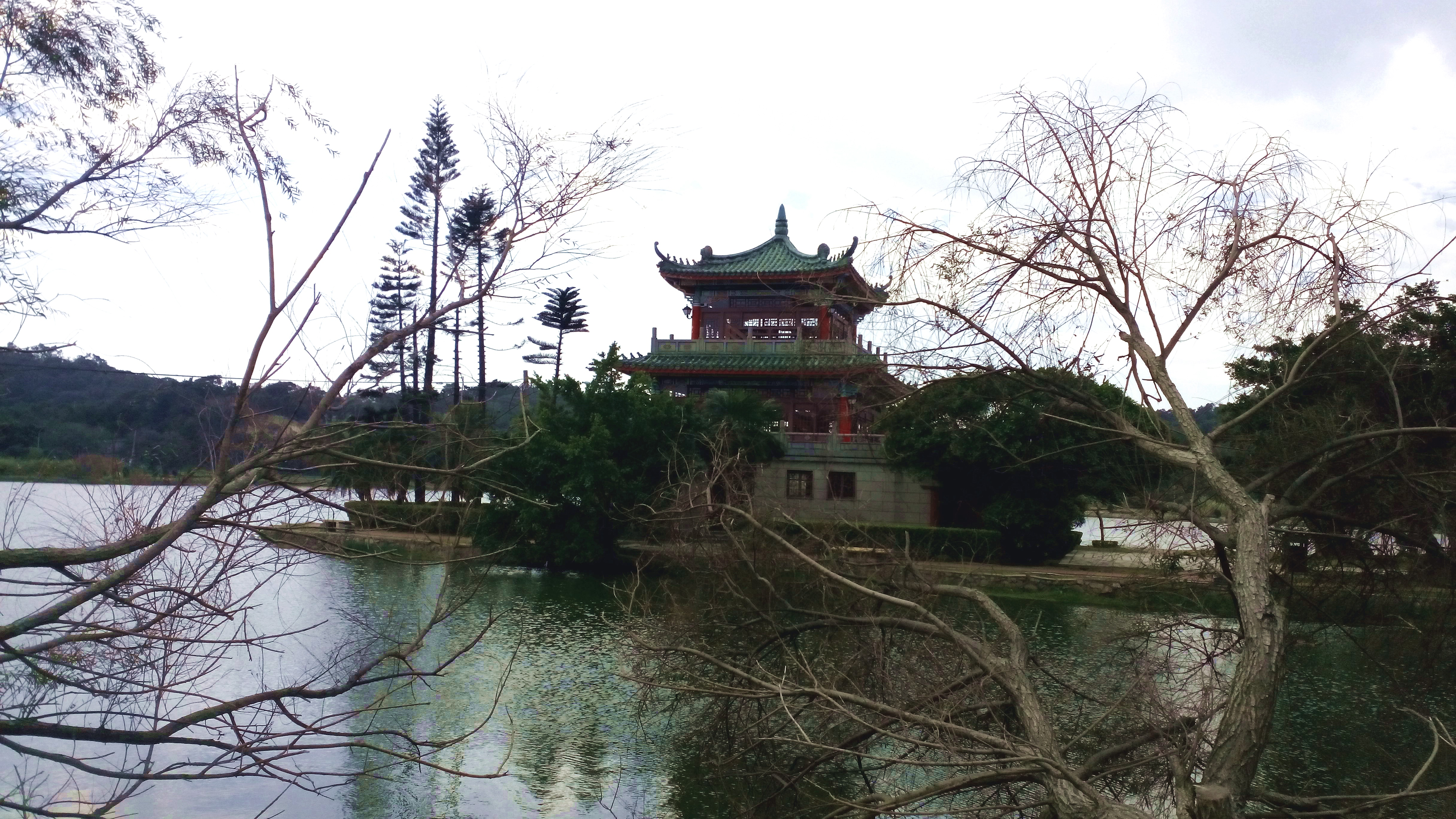
古崗湖與古崗樓
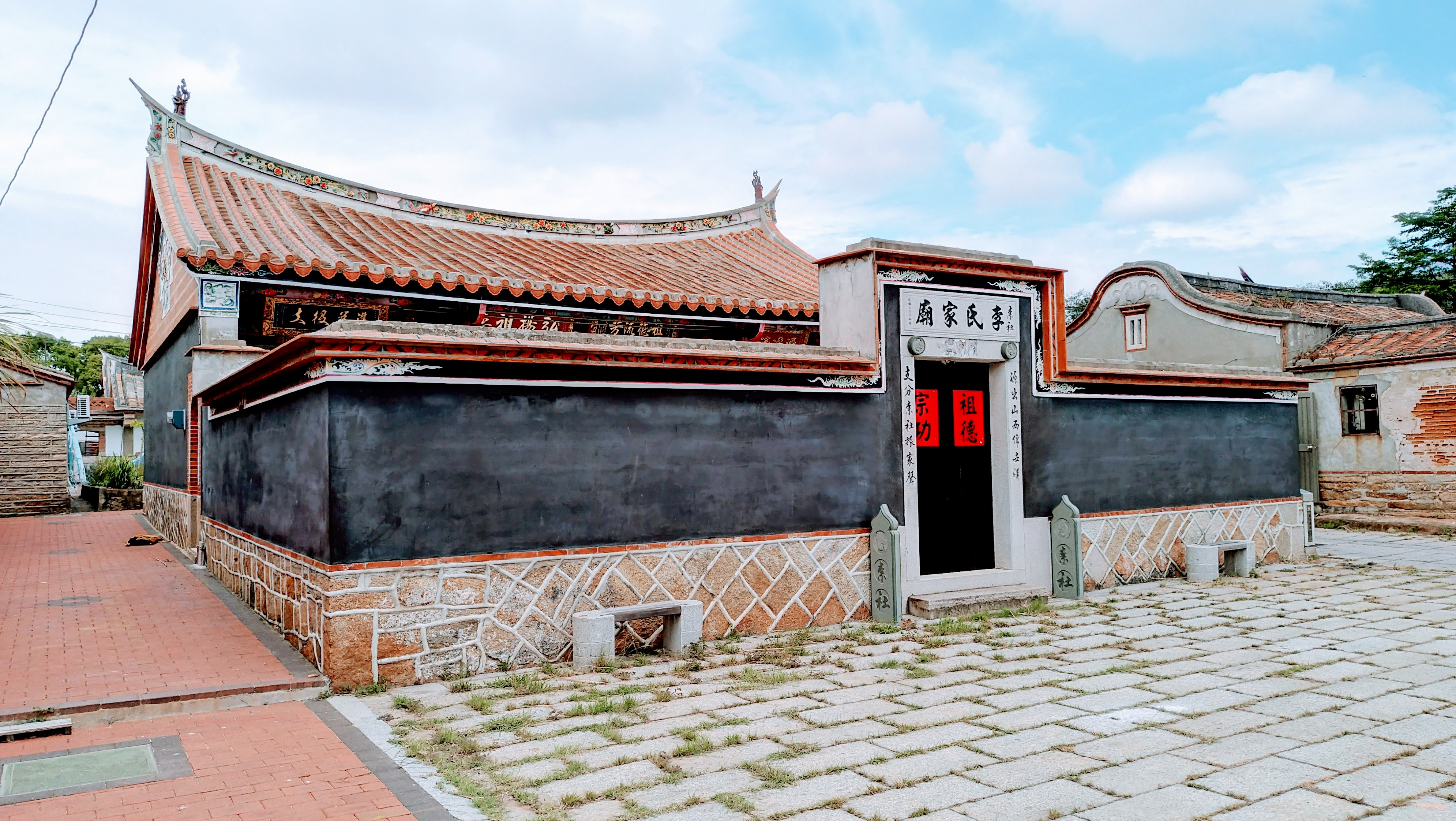
西山前李氏家廟
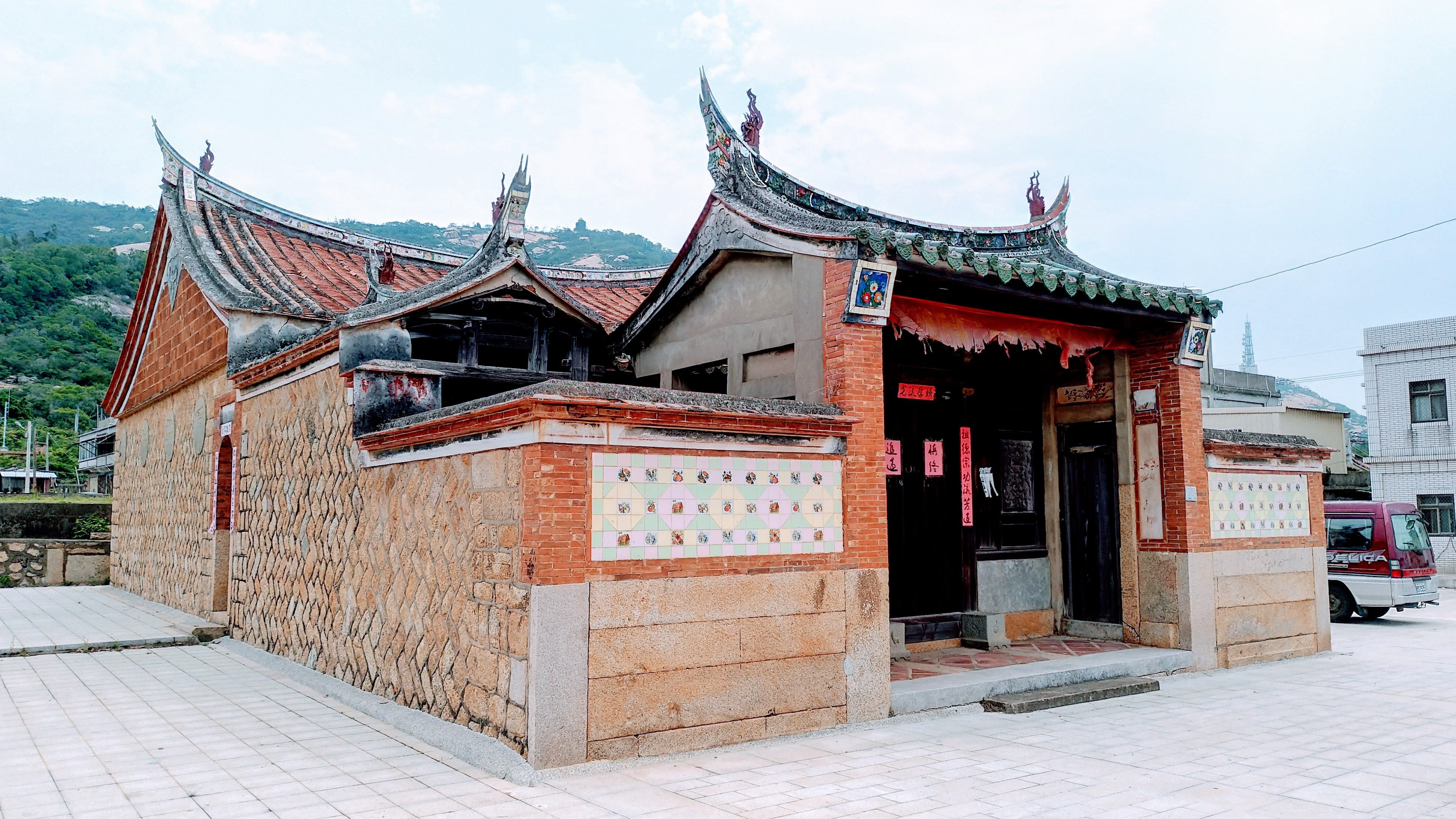
蔡厝蔡氏家廟
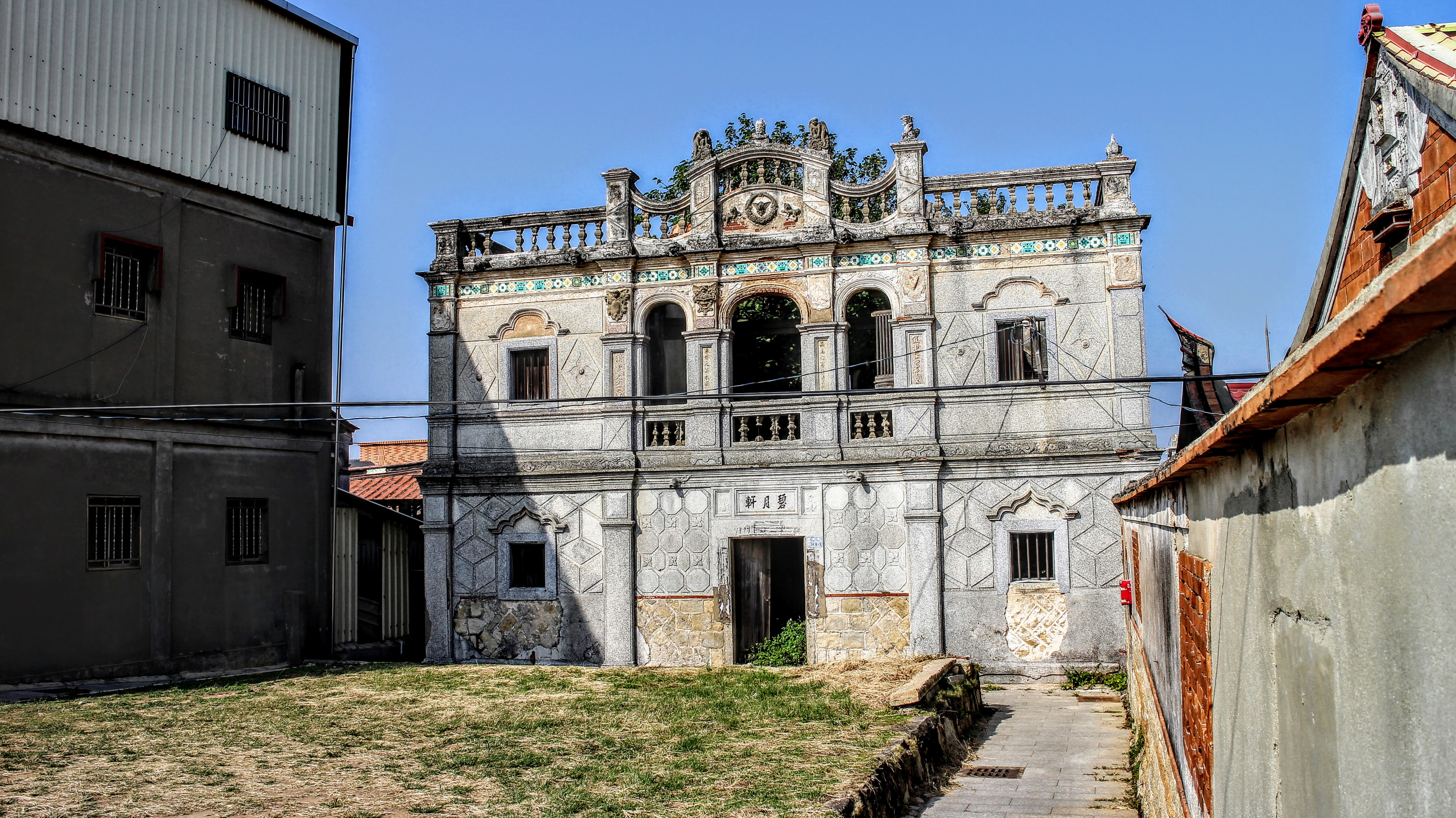
碧月軒
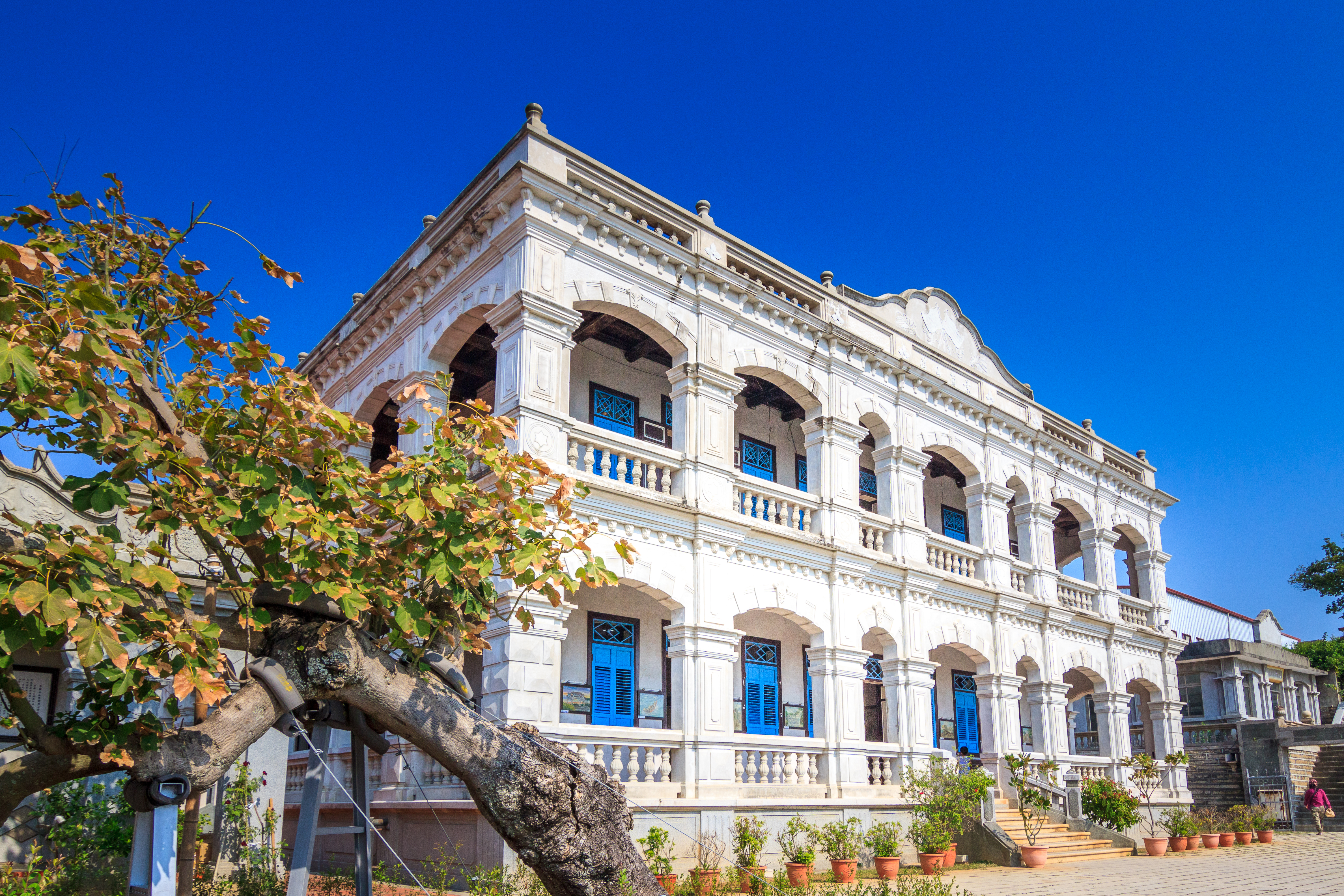
陳景蘭洋樓
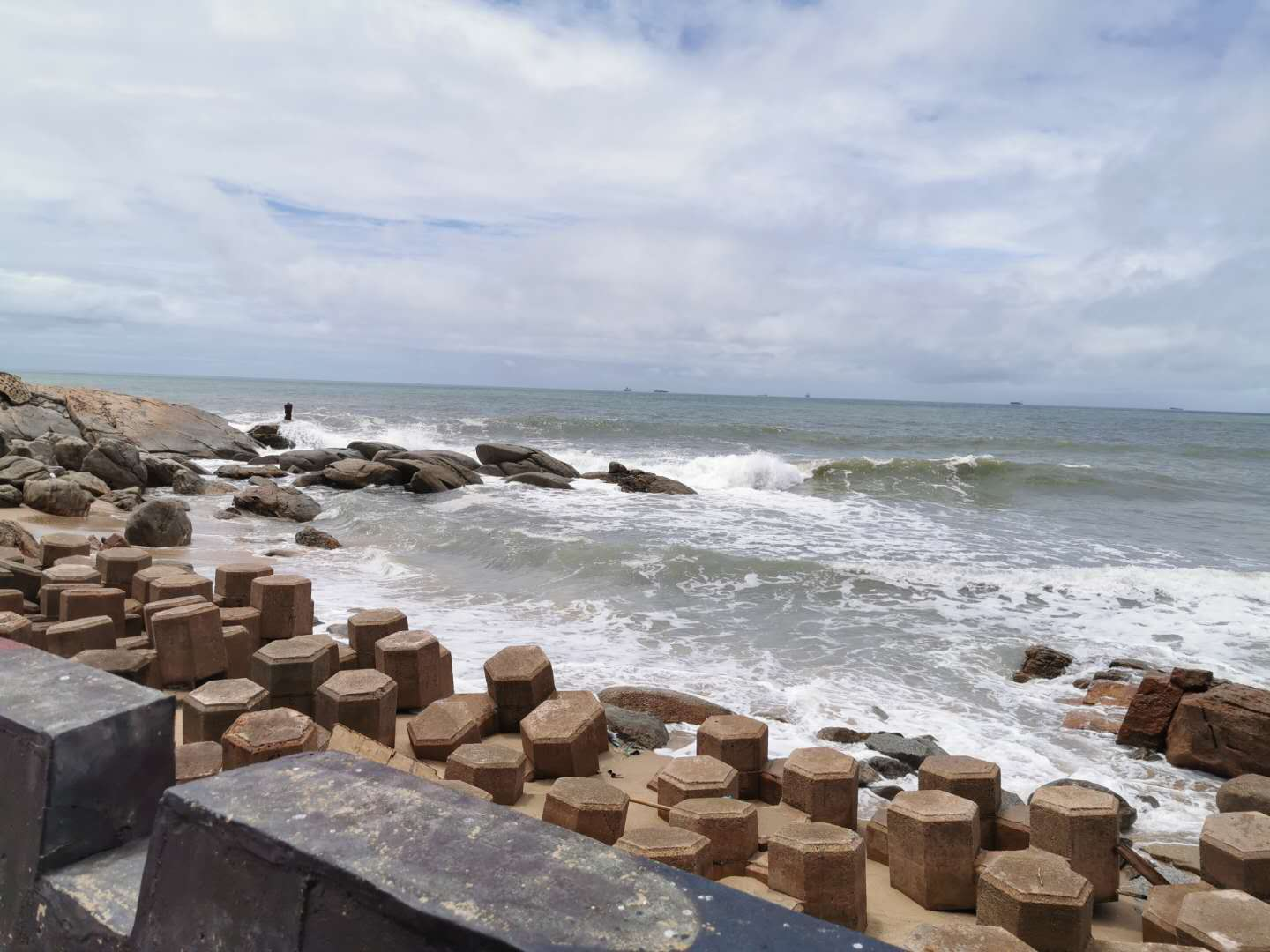
料羅灣

## 姐妹縣市
- 中華民國桃園市
- 中華民國臺南市
- 中華民國臺灣省嘉義市
- 中華民國臺灣省澎湖縣
- 中華民國福建省連江縣
- 美国佛羅里達州邁阿密-戴德郡多拉

### 引用
1. ↑  地理位置 （页面存档备份，存于），金門縣港務處
2. ↑  金門大橋基礎工程概述(上) （页面存档备份，存于），國道視窗，交通部臺灣區國道公速公路局，2012年2月
3. ↑  認識金門 （页面存档备份，存于）金門縣政府© 2016
4. 1 2 3 4 5 6 7 8 9 10  李仕德 (编). . 金門縣: 金門縣文化局. 2009年12月  [2022-02-23]. ISBN 978-986-02-1085-9. （原始内容存档于2022-06-27） （中文（臺灣））.
5. ↑  縣治沿革 （页面存档备份，存于）, 金門縣政府
6. ↑  颜立水论金：厦富金贵“两门”对开才合璧  的存檔，存档日期2007-11-23.，廈門商報（2007-07-30）
7. 1 2 3 4 5 6 7  李仕德 (编). . 金門縣: 金門縣文化局. 2009年12月  [2022-02-23]. ISBN 978-986-02-1085-9. （原始内容存档于2023-04-26） （中文（臺灣））.
8. ↑  金門日報. . www.kmdn.gov.tw. 2017-07-12  [2017-12-04]. （原始内容存档于2017-12-04）.
9. ↑  金門日報. . www.kmdn.gov.tw. 2017-07-12  [2017-12-04]. （原始内容存档于2017-12-04）.
10. 1 2  .   [2017-12-04]. （原始内容存档于2017-12-04）.
11. ↑  羅志平. . 秀威出版. 2010-10-01  [2017-12-04]. （原始内容存档于2019-06-17） –Google Books.
12. ↑  .   [2012-08-10]. （原始内容存档于2015-04-30）.
13. ↑  夏琳，《閩海紀要》，臺灣銀行經濟研究室編，卷之上，第33頁
14. ↑  .   [2019-01-20]. （原始内容存档于2019-05-02）.
15. 1 2 3  郭哲銘. . 出版商所在地: 金門縣文化局. 2006-12-01: 112、115頁. ISBN 978-986-00-6631-9.
16. ↑  . 泉州市人民政府.   [2020-02-04]. （原始内容存档于2020-02-17）.
17. ↑  . 新華網. 2003-01-24. （原始内容存档于2005-04-25）.
18. ↑  管仁健. . 《你不知道的台灣》. 2008-03-07  [2015-07-26]. （原始内容存档于2015-09-08）.
19. ↑  中華民國81年11月5日行政院臺防字第36961號函核准廢止《金門、馬祖地區戰地政務實驗辦法》。
20. 1 2  記者：翁維智 / 縣府報導. . 金門日報. 2019-03-26. （原始内容存档于2021-05-07）.
21. ↑  . 金門國家公園. 金門國家公園管理處. 2022-12-06  [2022-12-06]. （原始内容存档于2022-11-20） （中文（臺灣）、英语及日语）.
22. ↑  . 中央社. 2013-05-23  [2013-05-23]. （原始内容存档于2015-09-23） （中文（臺灣））.
23. ↑  . 中國日報中文網. 2018-08-05. （原始内容存档于2018-08-05）.
24. ↑  https://twinfo.ncl.edu.tw/tiqry/hypage.cgi?HYPAGE=search/show_gaztext.hpg&sysid=E1820759#page=3%7C （页面存档备份，存于） 總統府公報第7376號，中華民國107年7月24日出刊。
25. 1 2  . 金門日報 (行政院金馬聯合服務中心). 2018-07-07. （原始内容存档于2020-11-11）.
26. ↑  .   [2019-01-01]. （原始内容存档于2019-04-11）.
27. ↑  .   [2019-01-01]. （原始内容存档于2019-04-03）.
28. ↑  . 金門縣政府全球資訊網. 2021-05-07  [2024-02-12]. （原始内容存档于2021-02-06）.
29. ↑  侯俐安. . 聯合新聞網 時事話題. 2017-07-30  [2021-05-21]. （原始内容存档于2021-05-21） （中文（臺灣））.
30. ↑  抽砂猖獗賣台　導致國土流失守不住 （页面存档备份，存于） 2016.01.24中天調查報告／Youtube
31. ↑  陸盜採金門海砂蓋機場　兩岸距離僅剩3公里 （页面存档备份，存于） 三立新聞 2017/01/13
32. ↑  陸船盜砂惹禍？ 金門5年縮水1座大安森林公園 （页面存档备份，存于） 東森新聞／Youtube
33. ↑  越界盜砂GG了！中國抽砂船 金檢底價1100萬拍賣 （页面存档备份，存于）自由時報 2017-07-25
34. ↑  . 中華民國內政部戶政司. （原始内容存档于2017-12-16）.
35. ↑  金馬駐軍 最多時高達17萬 （页面存档备份，存于），自由時報
36. ↑  . web.kinmen.gov.tw.   [2016-07-04]. （原始内容存档于2016-08-18）.
37. 1 2  109年金門縣常住人口之年齡結構(不含外籍勞工) （页面存档备份，存于），行政院主計處
38. ↑  好房網News. .   [2016-07-04]. （原始内容存档于2016-08-07）.
39. ↑  .   [2021-05-24]. （原始内容存档于2022-06-27）.
40. ↑  《中華民國在台灣的政治變遷 的存檔，存档日期2009-07-04.》，國立編譯館
41. ↑  .   [2009-01-11]. （原始内容存档于2005-04-23）.
42. ↑  . Chinataiwan.org.   [2012-01-01]. （原始内容存档于2012-02-16）.
43. ↑  . Taiwan Holidays.   [2014-05-19]. （原始内容存档于2014-04-09）.
44. ↑  . The China Post.   [2015-01-19]. （原始内容存档于2015-06-21）.
45. ↑  . Focus Taiwan.   [2014-12-10]. （原始内容存档于2014-12-10）.
46. ↑  . TTGmice.   [10 December 2012]. （原始内容存档于2013-07-30）.
47. ↑  . Investkinmen.com.   [2014-05-19]. （原始内容存档于2014-05-18）.
48. ↑  .   [11 September 2015]. （原始内容存档于13 July 2015）.
49. ↑  .   [11 September 2015]. （原始内容存档于19 January 2015）.
50. ↑  台灣文學館出版《2007 台灣文學年鑑》的「文學活動基金會」名錄。
51. ↑  台灣文學館出版《2007 台灣文學年鑑》的「文學團體」名錄。
52. ↑  . 金門觀光旅遊網.   [2023-10-25]. （原始内容存档于2024-03-14） （中文（臺灣））.
53. ↑  . Whatsonxiamen.com. 2010-08-08  [2012-01-01]. （原始内容存档于2012-03-05）.
54. 1 2  . Kinmen County Gov't.   [5 November 2016]. （原始内容存档于8 March 2016）.
55. ↑  .   [11 September 2015]. （原始内容存档于3 March 2016）.
56. ↑  .   [11 September 2015]. （原始内容存档于3 March 2016）.
57. 1 2 3 4 5 6 7 8 9 10 11 12 13 14 15 16 17 18 19 20  金門縣金門學研究會（總編纂）. . 金門縣金城鎮公所. 2009-11. ISBN 978-986-02-0097-3.
58. ↑  . Taipower.   [31 December 2020]. （原始内容存档于2021-05-07）.
59. ↑  . Taipei Times. 22 Aug 2012: 3  [2014-05-19]. （原始内容存档于11 May 2014）.
60. ↑  .   [11 September 2015]. （原始内容存档于1 August 2015）.
61. ↑  . Taipei Times.   [2015-11-20]. （原始内容存档于2015-09-24）.
62. ↑  Lu, Yi-hsuan. . Taipei Times. 6 August 2018  [20 April 2019]. （原始内容存档于20 April 2019）.
63. ↑  .   [2019-03-18]. （原始内容存档于2019-05-02）.
64. ↑  . 台北市. 中央社. 2011-08-05  [2024-11-05]. （原始内容存档于2022-12-15）.
65. ↑  . 中新网 (人民网). 2016-05-26  [2021-10-17]. （原始内容存档于2021-10-17）.
66. ↑  . 中華民國交通部. 2015-12-16  [2021-10-17]. （原始内容存档于2021-10-19）.
67. ↑   (PDF). 厦门海事局. 2020  [2022-07-27]. （原始内容 (PDF)存档于2021-12-24）.
68. ↑  黃如萍. . 中國時報. 2011-01-09  [2011-01-09]. （原始内容存档于2019-07-01）.
69. ↑  . 國工局.   [2017-06-30]. （原始内容存档于2017-06-27）.
70. ↑  .   [2016-07-12]. （原始内容存档于2016-07-18）.
71. ↑  金門日報. . www.kmdn.gov.tw. 2017-07-12  [2017-12-04]. （原始内容存档于2017-12-04）.
72. ↑  金門日報. . www.kmdn.gov.tw. 2017-07-12  [2017-12-04]. （原始内容存档于2017-12-04）.

## 外部連結
- 金門縣政府 （页面存档备份，存于）（繁體中文）
- 金門縣政府的Facebook專頁
- YouTube上的金門縣政府頻道
- OpenStreetMap上有關金門縣的地理

### 獺足金門
- 獺足金門 （页面存档备份，存于）
- YouTube上的獺足金門頻道

### 浯島金水、金彩無限
- 浯島金水、金彩無限 （页面存档备份，存于）
- YouTube上的浯島金水、金彩無限頻道